# Koleje Dolnośląskie

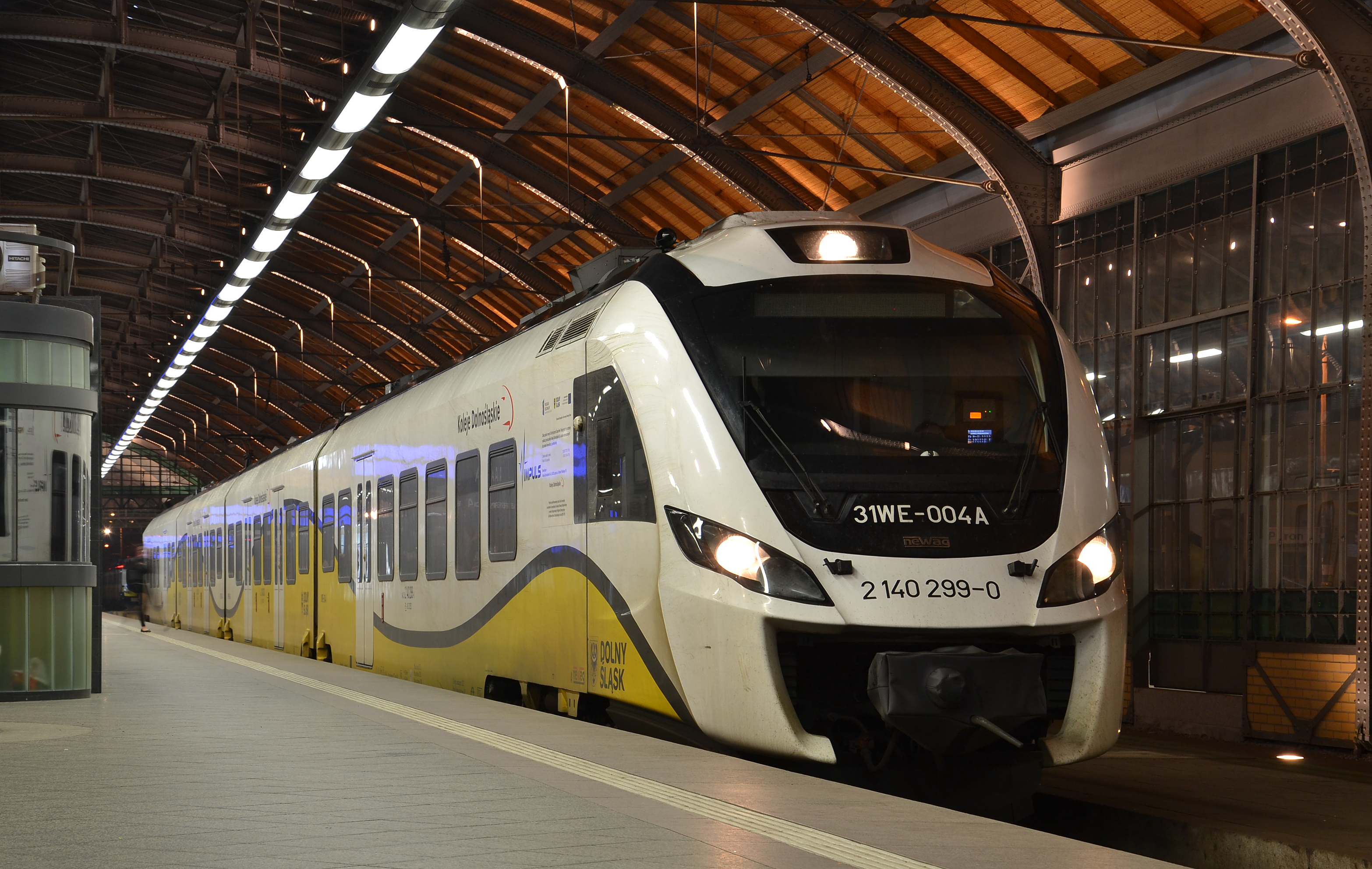
31WE-004 Impuls we Wrocławiu

Koleje Dolnośląskie (identyfikator literowy KD) – polski przewoźnik kolejowy; spółka akcyjna samorządu województwa dolnośląskiego, powołana uchwałą z dnia 28 grudnia 2007 r. Jedynym właścicielem Kolei Dolnośląskich pozostaje samorząd wojewódzki, który użycza spółce posiadany tabor kolejowy i zleca w trybie bezprzetargowym obsługę wybranych połączeń. Pierwsze regularne pociągi Kolei Dolnośląskich wyjechały na trasy 14 grudnia 2008 r.
Spółka uruchamia wyłącznie pociągi osobowe, głównie na trasach wewnątrz województwa dolnośląskiego. Poza województwo, Koleje Dolnośląskie obsługują relacje, w których, w wyniku zawartych porozumień, organizatorem transportu jest Urząd Marszałkowski Województwa Dolnośląskiego.
W 2018 przewoźnik miał 3,78% udziału w rynku mierzonego pod względem liczby pasażerów (7. wynik w kraju) i 2,86% udziału w rynku mierzonego pod względem pracy przewozowej mierzonej w pasażerokilometrach (6. wynik w kraju).

## Geneza spółki

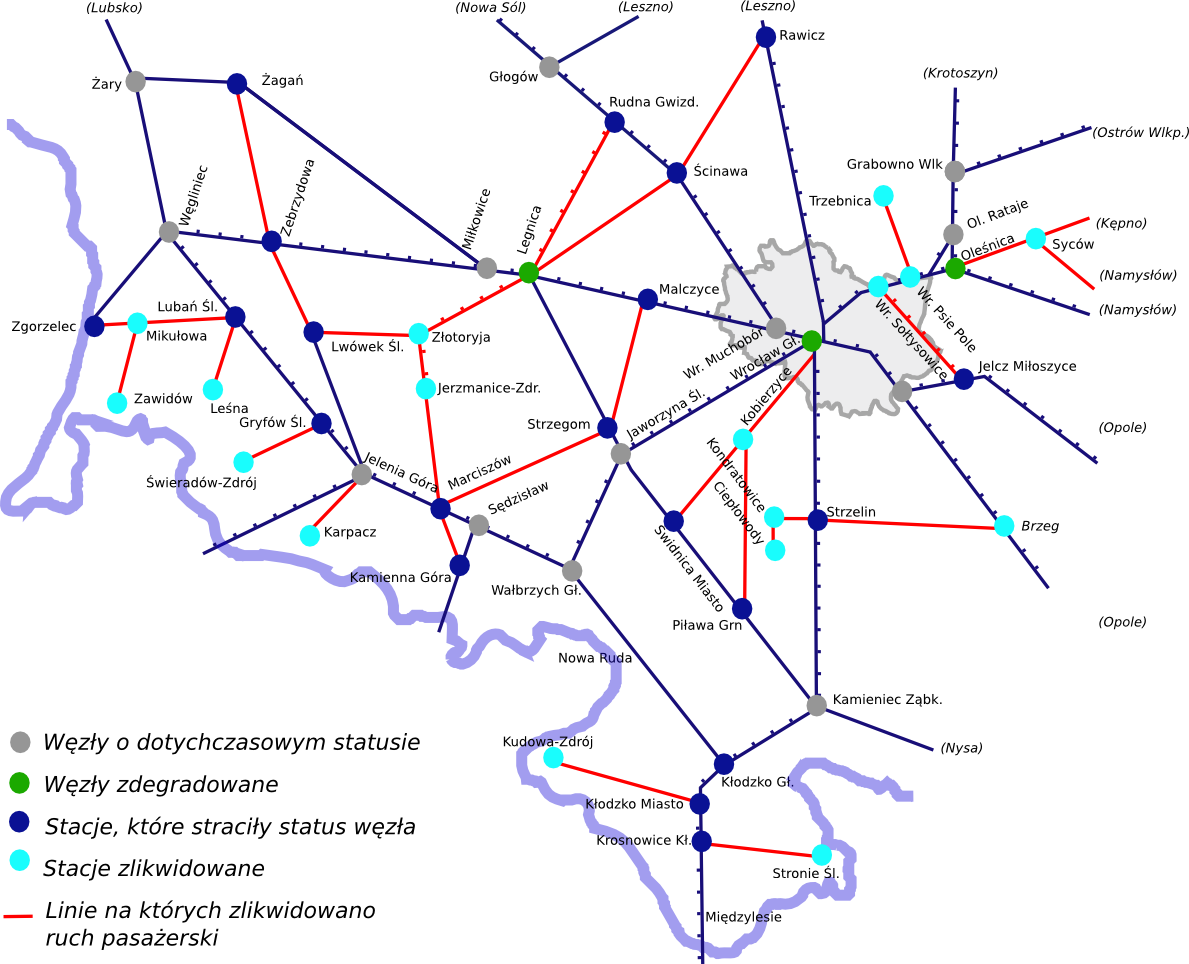
Linie na Dolnym Śląsku na których zawieszono w latach 1989–2006 ruch pasażerski

### Stan kolei w Polsce i na Dolnym Śląsku po 1989 roku
Po roku 1989 doszło w Polsce do masowego zawieszania i likwidowania nierentownych linii kolejowych. Przyczyniły się do tego między innymi:
- wyeksploatowana, często nadmierna w stosunku do zmieniającego się zapotrzebowania, infrastruktura,
- nieefektywny, drogi w eksploatacji klasyczny tabor spalinowy (lokomotywa+wagony) – jedyny będący wówczas do dyspozycji,
- wzrost liczby samochodów prywatnych i wiążący się z tym spadek liczby pasażerów[11].

Wśród przyczyn regresu w transporcie kolejowym jest wskazywane nieefektywne konstruowanie rozkładów jazdy pociągów, po roku 1990 wynikające z polityki „ograniczania strat” – poprzez zmniejszanie liczby, a następnie całkowite likwidowanie połączeń. Świadczenie oferty nieadekwatnej do potrzeb społeczeństwa (np. poniżej 6 par połączeń dziennie, o wydłużonym czasie przejazdu, bez możliwości przesiadania się) powodowało rezygnację podróżnych z kolei, niekiedy oceniane jako zjawisko „wygaszania popytu”.
W konsekwencji, podczas gdy w 1980 r. kolej przewiozła w całym kraju 1093 mln osób, w 2001 r. już tylko 309 mln, a w 2010 – 291 milionów pasażerów.
Przed nowelizacją ustawy o transporcie kolejowym z roku 2001, przenoszącą finansowanie kolei regionalnych na samorządy wojewódzkie, całokształt pasażerskich przewozów kolejowych był finansowany z budżetu centralnego. Po transformacji ustrojowej w Polsce w latach 90. XX wieku dotacje na funkcjonowanie transportu kolejowego były systematycznie zmniejszane. Finansowanie przewozów pasażerskich zostało ograniczone do dotowania biletów z ulgami ustawowymi. W konsekwencji, Polskie Koleje Państwowe w kształtowaniu sieci połączeń kierowały się wyłącznie rachunkiem ekonomicznym. Połączenia o pokryciu kosztów wpływami poniżej 20 procent, wobec braku innych źródeł finansowania niż wpływy, zostały przeznaczone do likwidacji. W odpowiedzi na interpelację posła Andrzeja Otręby z 21 marca 2000 roku Dyrekcja Przewozów Pasażerskich PKP wykazywała pokrycie kosztów funkcjonowania szeregu dolnośląskich połączeń kolejowych poniżej tego poziomu.
Historycznie, Dolny Śląsk posiadał gęstą sieć linii kolejowych, wynoszącą ok. 2300 kilometrów. Kolej pasażerska docierała do wszystkich miast oraz większych miejscowości regionu. Ogólnokrajowa tendencja po 1989 r. nie ominęła regionu, i tak, ok. roku 2000, w ruchu pasażerskim pozostała tylko połowa pierwotnej długości sieci kolejowej województwa. Systematyczna likwidacja połączeń lokalnych na Dolnym Śląsku trwała od 1988 roku, obejmując głównie połączenia na liniach kategorii „drugorzędnych” i „znaczenia miejscowego”. Z eksploatacji wyłączono przede wszystkim linie niezelektryfikowane, odcinając w ten sposób niekiedy całe powiaty, od dostępu do kolei pasażerskiej. Redukcji, szczególnie w latach 2000–2004 uległa również liczba pociągów na pozostałych, czynnych trasach.

### Restrukturyzacja i usamorządowienie kolejowych przewozów regionalnych
Ustawą z dnia 8 września 2000 r. rozpoczęto restrukturyzację Polskich Kolei Państwowych. Tworząc oddzielne spółki na bazie dotychczasowych działów organizacyjnych, oddzielono zarządzanie liniami kolejowymi od działalności przewozowej. Do obsługi połączeń regionalnych – większości pociągów osobowych (poza SKM w Trójmieście i WKD w Warszawie) – oraz pociągów pospiesznych, powołano PKP Przewozy Regionalne.
Dalszymi zmianami w ustawodawstwie, państwo przekazało odpowiedzialność za stan kolejowych przewozów regionalnych wewnątrz województw samorządom. Powołane reformą administracyjną samorządy wojewódzkie otrzymały w ramach zadań własnych obowiązek zapewnienia na swoim obszarze regionalnego transportu kolejowego. W 2001 r. umożliwiono urzędom marszałkowskim zakup, a następnie udostępnianie (np. poprzez dzierżawę, użyczenie itd.) przewoźnikom taboru. Natomiast 3 lata później, 1 stycznia 2004 r. przekazano samorządom organizowanie i finansowanie przewozów na swoim terenie.
Przejęcie roli organizatora kolei w województwach, umożliwiło samorządowcom swobodny wybór operatora połączenia wewnątrz województw.
Jako pierwsze, władze województwa mazowieckiego już 24 lipca 2004 r. założyły – początkowo z 49% udziałem PKP PR – własne Koleje Mazowieckie – które przejęły cały ruch w regionie 1 stycznia 2005 r. Również w 2004 r. władze województwa wielkopolskiego zaczęły rozważać plany powołania własnych Kolei Wielkopolskich, które przejąć miały ruch na trasach niezelektryfikowanych, obsługiwanych przez autobusy szynowe.

### Przesłanki powstania Kolei Dolnośląskich
Po przekazaniu odpowiedzialności za kolej samorządom, władze województwa rozważały zmianę dotychczasowego modelu organizacji przewozów. Brano wówczas pod uwagę, między innymi, założenie wzorem województwa mazowieckiego spółki z udziałem PKP, bądź ogłoszenie przetargu na realizację przewozów kolejowych. Zapowiedziano, że rok 2005 zostanie poświęcony na analizę sytuacji i stworzenie programu zmian, natomiast rok 2006 na konkretne działania w kierunku zmian.
Niespełna rok po rozpoczęciu przewozów przez Koleje Mazowieckie, jesienią 2005 r. dolnośląski urząd marszałkowski zlecił sporządzenie biznesplanu, który miał zbadać zasadność powołania własnego przewoźnika kolejowego.
Deklarowaną, główną motywacją dla powołania własnej spółki kolejowej była chęć stworzenia konkurencji dla PKP Przewozy Regionalne. Zdaniem władz województwa, miało to służyć wywarciu wpływu na PKP PR, by w przyszłości uzyskać korzystniejsze ceny świadczonych dla województwa usług.
Pierwotnie, zaplanowano utworzenie spółki akcyjnej Koleje Dolnośląskie, z 70-procentowym udziałem samorządu i 30-procentowym udziałem spółki kolejowej KGHM – Pol-Miedź Trans. Przedmiotem działalności miał być przewóz pasażerów autobusami szynowymi zakupionymi przez Urząd Marszałkowski wokół dużych miast oraz na trasach atrakcyjnych turystycznie, zaniedbanych przez PKP.
W uzasadnieniu projektu uchwały powołującej spółkę zakładano, że:

Nowo utworzona Spółka będzie potrzebowała mniejszego wsparcia finansowego w postaci dotacji celowej niż obecnie świadcząca usługi transportu kolejowego spółka PKP Przewozy Regionalne sp. z o.o. Mniejsza stawka dotacji dla Kolei Dolnośląskich S.A. pozwoli na negocjowanie korzystniejszych kontraktów wojewódzkich ze spółką PKP PR w latach późniejszych

Ostatecznie, jedynym właścicielem Kolei Dolnośląskich S.A. pozostał Urząd Marszałkowski Województwa Dolnośląskiego.

## Historia

### 2008

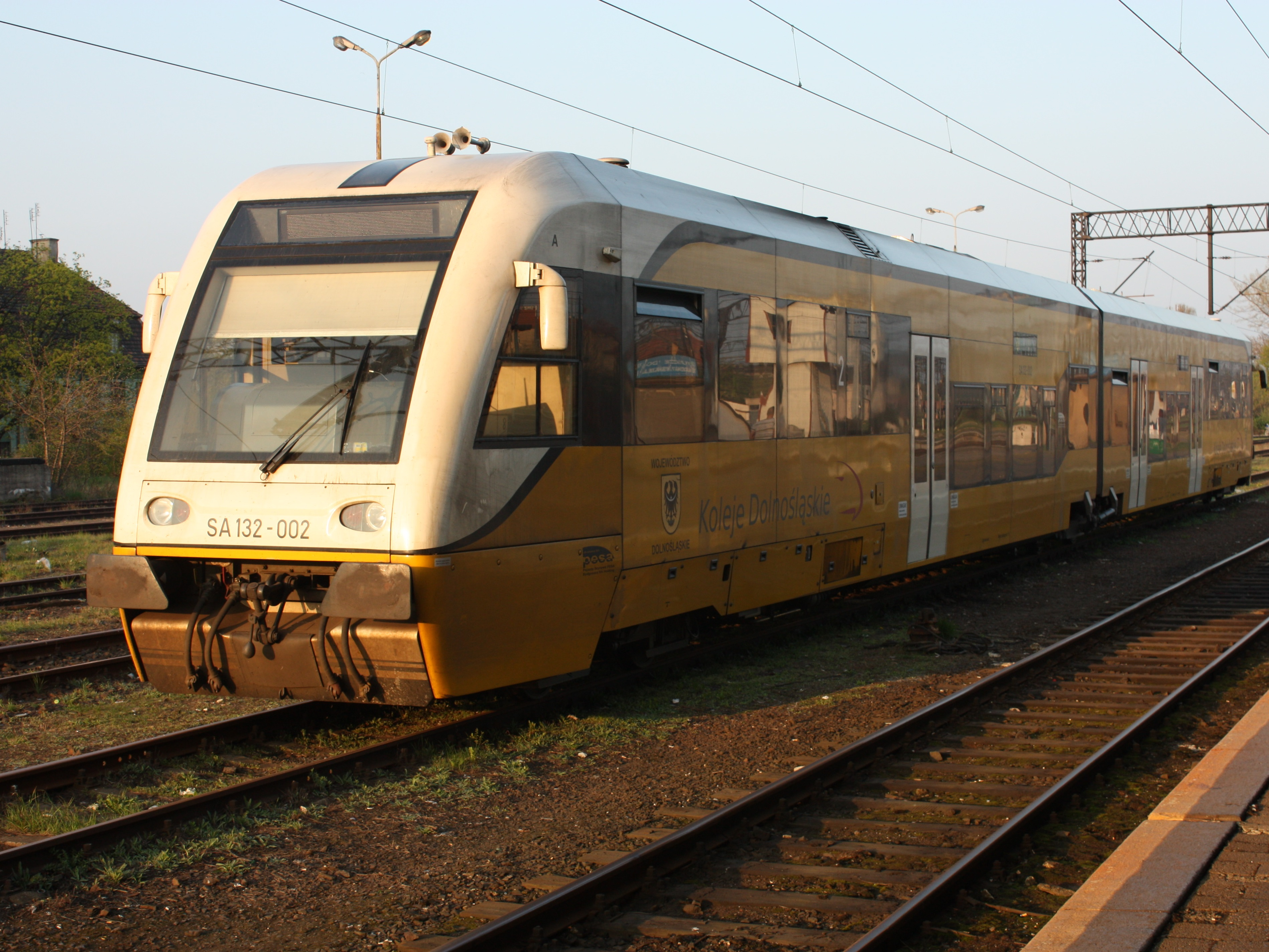
Autobus szynowy SA132-002 produkcji Pojazdy Szynowe Pesa Bydgoszcz, od 2008 roku będący w dyspozycji Kolei Dolnośląskich, na stacji Legnica

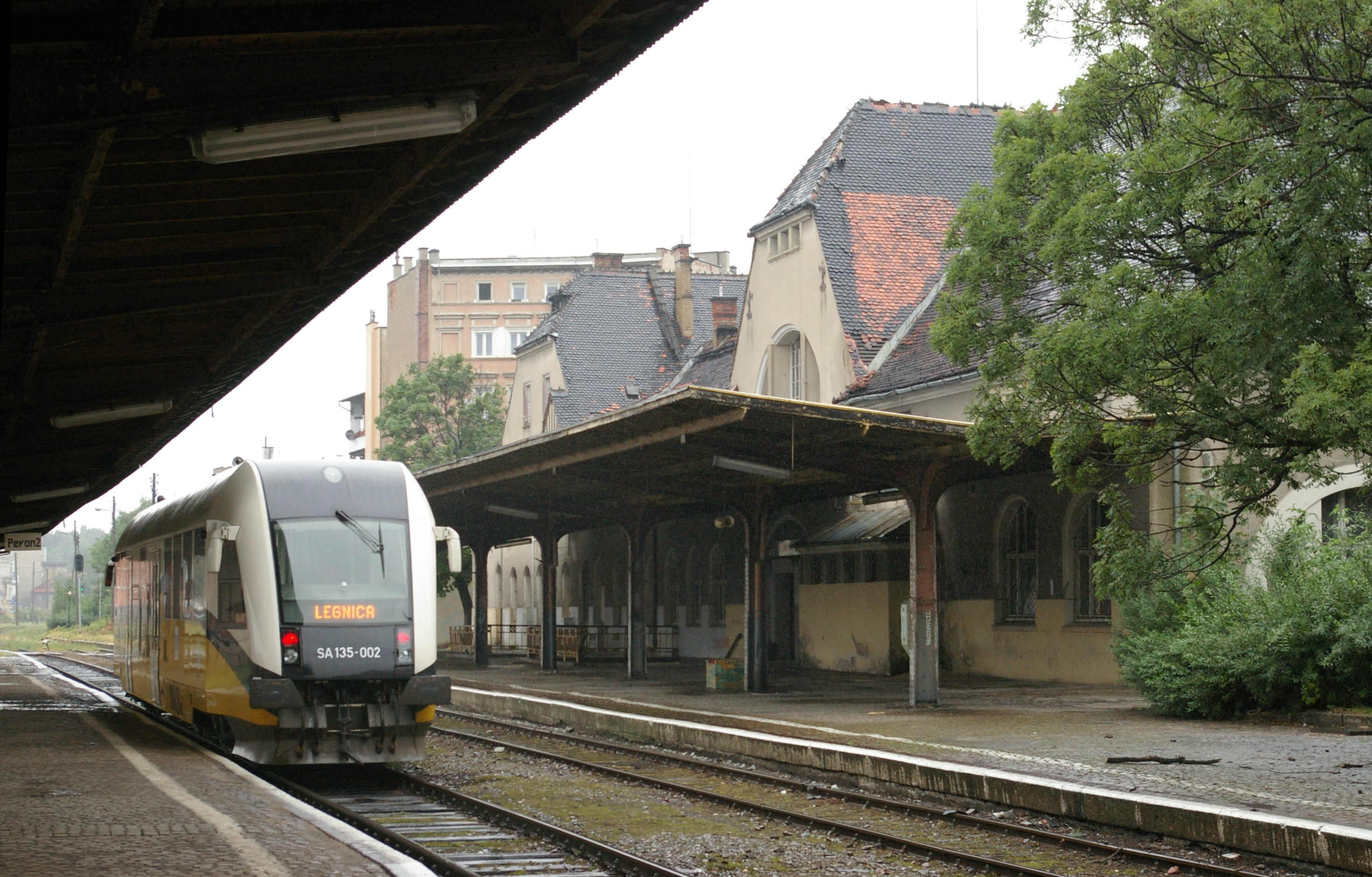
Stacja Świdnica Miasto. 6 grudnia 2008 r. na stacji, podczas uroczystości przekazania dworca władzom samorządowym, zaprezentowano oficjalnie pierwszy pociąg Kolei Dolnośląskich. Fotografia z 18 lipca 2010, wykonana w czasie regularnej obsługi stacji przez pociągi KD, jeszcze przed remontem dworca.

Spółka Koleje Dolnośląskie została powołana do istnienia pod koniec roku 2007, w wyniku uchwały sejmiku samorządowego województwa dolnośląskiego z dnia 28 grudnia.
Działalność Kolei Dolnośląskich rozpoczęto formalnie 6 lutego 2008 roku, po dokonaniu rejestracji spółki w Krajowym Rejestrze Sądowym. Natychmiast po rejestracji w KRS rozpoczęto rekrutację pracowników technicznych oraz obsługi pociągów. Szkolenia przyszłego personelu Kolei Dolnośląskich rozpoczęto w czerwcu. Podczas szkoleń spółka współpracowała z rozpoczynającym wówczas działalność w województwie kujawsko-pomorskim przewoźnikiem PCC Arriva. Zapoznanie szlaku na liniach, które docelowo miały przejąć Koleje Dolnośląskie, zorganizowano we współpracy z wrocławskim oddziałem PKP Przewozy Regionalne. Pierwsi maszyniści powstającej spółki przeszli również szkolenia praktyczne na torze doświadczalnym Instytutu Kolejnictwa w Żmigrodzie.
Spółka wystąpiła we wrześniu 2008 roku do Urzędu Transportu Kolejowego o uzyskanie certyfikatu oraz świadectwa bezpieczeństwa, niezbędnych do świadczenia działalności przewozowej. Wobec długiego czasu oczekiwania na uzyskanie dokumentu Koleje Dolnośląskie przystąpiły do współpracy ze spółką Dolnośląskie Linie Autobusowe, która odpłatnie udostępniła posiadane przez siebie, ważne dokumenty. Pierwsze pociągi Kolei Dolnośląskich uruchomiono w oparciu o zezwolenia DLA, co spotkało się później z krytyką organizacji związkowych działających przy PKP PR, upatrujących w nowej spółce konkurencji. W analogiczny sposób w 2013 roku usiłowała (bezskutecznie) wejść na polski rynek spółka Leo Express.
Dzięki nawiązaniu współpracy z PKP Cargo, Koleje Dolnośląskie uzyskały dostęp do zaplecza lokomotywowni przy stacji Legnica. W Legnicy, mieście położonym w centralnej części regionu, będącym istotnym węzłem kolejowym, określanym drugim po Wrocławiu ośrodkiem społeczno-gospodarczym województwa, ulokowano siedzibę spółki.
W mikołajki (6 grudnia 2008 roku) Koleje Dolnośląskie oficjalnie zaprezentowały się pojazdem SA106-011 podczas uroczystego przekazania przez PKP dworca Świdnica Miasto na rzecz lokalnego samorządu. W prezentacji wzięli udział zarząd i pracownicy spółki. Tydzień później, 14 grudnia 2008 spółka rozpoczęła regularną obsługę połączeń na liniach kolejowych nr 137 (tzw. magistrala podsudecka) oraz 286 w relacji Legnica – Kłodzko – Międzylesie. Inauguracyjny pociąg spółki wyruszył ze stacji Kłodzko Główne w kierunku Legnicy o godzinie 4:18. Pierwszego dnia wszystkie pociągi spółki kursowały punktualnie, z wyjątkiem jednego, opóźnionego z przyczyn niezależnych od przewoźnika. Wbrew pierwotnym zapowiedziom, na czas nie ruszyły połączenia na zamkniętej wówczas linii Kłodzko – Wałbrzych.
Koleje Dolnośląskie zawarły z dotychczasowym monopolistą (PKP PR) umowy związane z honorowaniem biletów tego przewoźnika oraz ujęciem kursów realizowanych przez KD w Sieciowym Rozkładzie Jazdy Pociągów. Spółka w początkowej fazie działalności przyjęła do stosowania taryfę przewozową, regulamin przewozu i cennik spółki PKP Przewozy Regionalne. W pociągach Kolei Dolnośląskich uznawano bilety PKP PR wydane według opłat normalnych oraz ze zniżkami ustawowymi, natomiast bilety wydane w pociągu Kolei Dolnośląskich były uznawane tylko w pociągach Kolei Dolnośląskich. Konduktorzy Kolei Dolnośląskich od pierwszych miesięcy funkcjonowania spółki prowadzili sprzedaż biletów z wykorzystaniem terminali biletowych, co stanowiło na Dolnym Śląsku pewną nowość. Podobne urządzenia wrocławski oddział PKP Przewozy Regionalne wprowadził dopiero pod koniec roku 2009.
W 2008 roku Koleje Dolnośląskie wydzierżawiły również dwa wagony pasażerskie typu 102A od prywatnej spółki Dolnośląskie Koleje Regionalne, które zostały następnie poddane gruntownej modernizacji w spółce Tabor Szynowy Opole. Modernizacja ta została ukończona w 2009 roku, jednakże wagony nigdy nie weszły do ruchu. Pojazdy przechowywane były w bazie Kolei Dolnośląskich w Miłkowicach.
W momencie rozpoczęcia działalności Koleje Dolnośląskie były pierwszą spółką samorządową prowadzącą pasażerskie przewozy kolejowe, od początku niepowiązaną własnościowo z Polskimi Kolejami Państwowymi.

### 2009

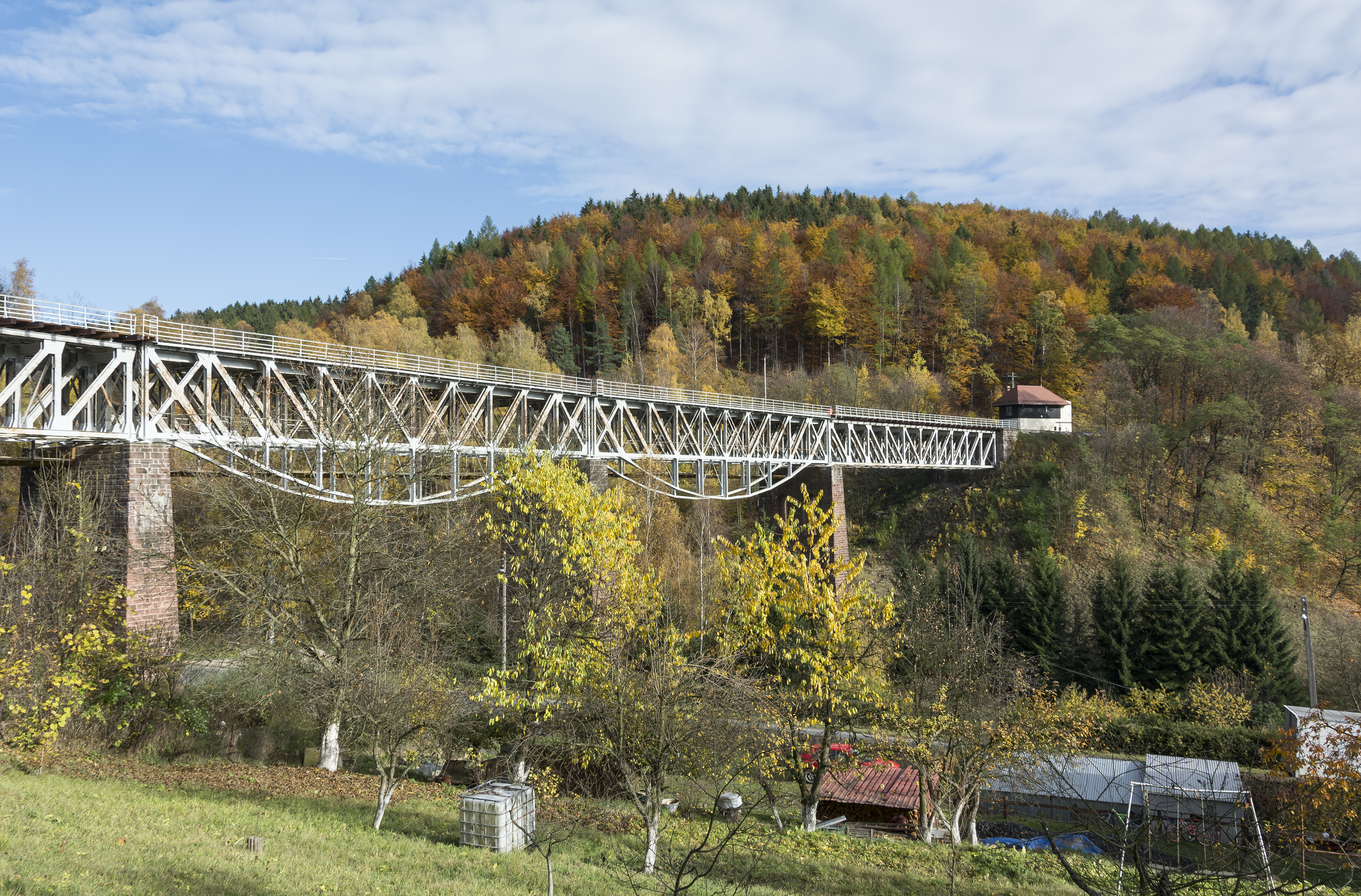
Koleje Dolnośląskie jako jedyny przewoźnik obsługują linię Kłodzko – Wałbrzych

3 stycznia 2009 odbył się pierwszy próbny przejazd pociągiem Kolei Dolnośląskich na nieczynnym wówczas odcinku Kłodzko – Wałbrzych. 5 stycznia 2009 Koleje Dolnośląskie reaktywowały ten szlak połączeniem Wałbrzych Główny – Nowa Ruda.
29 lipca 2009 Koleje Dolnośląskie uzyskały status samodzielnego przewoźnika. Jako pierwszy przewoźnik w Polsce przedsiębiorstwo otrzymało Europejski i Krajowy Certyfikat Bezpieczeństwa.
28 września 2009 Koleje Dolnośląskie wydzierżawiły dawną wagonownię przy stacji Świdnica Przedmieście. Budynki te miały zostać zaadaptowane na lokomotywownię, będącą nie tylko miejscem stacjonowania, ale również napraw szynobusów.
20 września 2009 roku Koleje Dolnośląskie reaktywowały wyremontowaną linię z Wrocławia Psie Pole do Trzebnicy. Początkowo trasę obsługiwały trzy pary połączeń, by od grudnia zwiększyć ich liczbę do dziewięciu.
Spółka zakończyła rok finansowy stratą w wysokości 6,8 mln zł. Po roku działania połączenia do Trzebnicy liczba obsługiwanych pasażerów wynosiła 700 osób dziennie.

### 2010
W 2010 Koleje Dolnośląskie przewiozły 675 tys. pasażerów, czyli dwukrotnie więcej niż w 2009, a rok finansowy zakończyły stratą w wysokości 43 tys. zł przy dochodach z działalności gospodarczej wynoszących 23 479,8 tys. zł. W pierwszych pięciu miesiącach 2011 nastąpił wzrost przewozów o 10 proc. W drugim półroczu 2010 zanotowano 164 opóźnienia pociągów z winy przewoźnika, za co urząd marszałkowski ukarał Koleje Dolnośląskie kwotą 5740 zł.
2 lipca 2010 odbył się pierwszy transgraniczny przejazd wydzierżawionym od Kolei Dolnośląskich pojazdem na trasie Szklarska Poręba Górna – Kořenov (Czechy). Linia ta nie była używana w połączeniach pasażerskich od 1945. Ze względu na trudności formalne regularne połączenie, obsługiwane przez Przewozy Regionalne wypożyczonym pojazdem SA134-007 zostało uruchomione tylko do Jakuszyc.
W październiku 2010 do prokuratury wpłynęło zawiadomienie o podejrzeniu popełnienia przestępstwa wystosowane przez radnego województwa dolnośląskiego, Patryka Wilda. Spółka Koleje Dolnośląskie nie zapłaciła za zlecony w 2008 remont wagonów 102A, tzw. ryflaków. Spółka Dolnośląskie Koleje Regionalne, która jest właścicielem wagonów, oraz wykonawca remontu, spółka Tabor Szynowy z Opola złożyły do sądów gospodarczych pozwy i obie sprawy rozstrzygnięto na niekorzyść Kolei Dolnośląskich. Prezes spółki Genowefa Ładniak obarczyła winą za zaistniałą sytuację poprzedni zarząd spółki i skierowała do prokuratury zawiadomienie o popełnieniu przestępstwa. Sprawę umorzono.
Od rozkładu 2010/2011 (od 12 grudnia 2010) zlikwidowane na okres 1 miesiąca zostały połączenia kolejowe na trasie Jelenia Góra – Zebrzydowa, natomiast Koleje Dolnośląskie uruchomiły połączenie Legnica – Żagań – Żary – Węgliniec.

### 2011
Na początku roku władze samorządowe poinformowały, że rozważają wykupienie dolnośląskiej części spółki Przewozy Regionalne za cenę od 100 do 150 mln zł oraz nie wykluczają jej fuzji z Kolejami Dolnośląskimi. W 2011 spółka zakupiła pięć elektrycznych zespołów trakcyjnych wyprodukowanych przez Newag Nowy Sącz, które od 2013 obsługiwać będą trasy do Oleśnicy, Żmigrodu i Legnicy. Koszt zakupu to 100 mln zł, a 82% kosztów inwestycji zostało sfinansowane przez Regionalny Program Operacyjny. Latem PKP S.A., właściciel dworców kolejowych, oskarżył prywatnych przewoźników, w tym Koleje Dolnośląskie o nieuiszczanie opłat za użytkowanie dworców. Koleje Dolnośląskie odrzuciły oskarżenie jako bezpodstawne. Podczas sierpniowego strajku kolejarzy grupy PKP S.A. Koleje Dolnośląskie nie przyłączyły się do strajku, a w jego dniu honorowały bilety tego przewoźnika.

### 2012
W rozkładzie jazdy 2011/2012 KD reaktywowały bezpośrednie połączenie Żary – Żagań – Wrocław, wydłużając połączenie Żary – Żagań – Legnica. W 2012 roku spółka przewiozła 1,8 mln pasażerów.

### 2013
19 lutego pociąg 31WE Impuls podczas testów ustanowił rekord prędkości (dotyczący pociągów polskiej produkcji) osiągając prędkość 211,6 km/h.
W maju reaktywowano połączenia kolejowe na trasie Kłodzko – Polanica Zdrój. W grudniu 2013 uruchomiono połączenia Wrocław-Świdnica Miasto oraz Kłodzko Główne – Kudowa Zdrój, zawieszając jednocześnie połączenia Wrocław – Jelcz Laskowice oraz Wrocław – Wołów.

### 2014
21 maja przewoźnik podpisał z Newagiem umowę na dostawę 6 sztuk 3-członowych Impulsów.

### 2015
10 marca przewoźnik podpisał z Newagiem umowę na dostawę 5 sztuk 4-członowych Impulsów. Na początku września przewoźnik rozpoczął sprzedaż biletów przez Internet. Na początku września spółka uruchomiła sprzedaż biletów przez Internet oraz Centrum Obsługi Klienta na dworcu Wrocław Główny. 7 września Koleje Dolnośląskie podpisały z Pesą umowę na dostawę 4 SZT Link.
Na początku listopada 2015 do bazy Kolei Dolnośląskich w Legnicy sprowadzono jeden SZT VT642 Desiro celem odbycia szkolenia maszynistów i jazd testowych związanych planowaną reaktywacją połączenia Wrocław – Drezno. 9 listopada skład odbył pierwszy kurs z pasażerami. 9 grudnia KD podpisały umowę ze spółką České dráhy na obsługę bezpośrednich połączeń kolejowych Liberec – Szklarska Poręba Górna w okresie od 13 grudnia 2015 do 10 grudnia 2016. KD będą płacić za wykonywanie połączeń na odcinku od granicy do stacji Szklarska Poręba Górna. 9 grudnia na przygranicznym odcinku odbyły się testy jednostek serii 840 Regio-Shuttle RS1, które mają obsługiwać to połączenie. W połowie grudnia Koleje Dolnośląskie podpisały z niemieckim przewoźnikiem Die Länderbahn, funkcjonującym na rynku saksońskim głównie pod marką Vogtlandbahn, umowę odnośnie do współpracy dotyczącej realizacji transgranicznych przewozów.
13 grudnia wraz ze zmianą rozkładu jazdy przewoźnik uruchomił połączenie Wrocław – Rawicz, a większość pociągów dotychczas kończących bieg w Zgorzelcu została wydłużona do stacji Görlitz. Tego samego dnia Die Länderbahn we współpracy z Kolejami Dolnośląskimi uruchomił połączenie Wrocław – Drezno. Również tego samego dnia České dráhy we współpracy z Kolejami Dolnośląskimi uruchomiły połączenie Liberec – Szklarska Poręba Górna. Wcześniej, przez 5 lat, połączenie Harrachov – Szklarska Poręba Górna było obsługiwane przez GW Train Regio we współpracy z Przewozami Regionalnymi.
W połowie grudnia przewoźnik rozpoczął sprzedaż biletów poprzez platformę mobilną SkyCash
31 grudnia Koleje Dolnośląskie ogłosiły przetarg na „Opracowanie kompletnego Wniosku o dofinansowanie projektu, którego przedmiotem będzie zakup 13 sztuk nowych pięcioczłonowych Elektrycznych Zespołów Trakcyjnych do obsługi ruchu pasażerskiego”.

### 2016
Pod koniec lutego w wybranych pojazdach zamontowano biletomaty firm Avista, KZŁ Bydgoszcz i Macro-System, celem przeprowadzenia 3-miesięcznych testów.
30 kwietnia Deutsche Bahn uruchomiła połączenie Berlin – Wrocław we współpracy z Kolejami Dolnośląskimi.
Na przełomie października i listopada firma Pre-Fabrykat rozpoczęła budowę hali serwisowo-technicznej w Legnicy przy ul. Pątnowskiej dla Kolei Dolnośląskich. Cały obiekt ma być jednokondygnacyjny i mieć 2,45 tys. m². Około 2,1 tys. m² ma stanowić sama hala serwisowo-naprawcza, której długość ma wynieść 105 m, a szerokość 27 m. W obiekcie mają znaleźć się również pomieszczenia socjalne.
11 grudnia 2016, wraz z wejściem nowego rozkładu jazdy, pociągi na odcinku Jelenia Góra – Lwówek Śląski zostały zastąpione przez autobusy.

### 2017
13 stycznia przewoźnik podpisał z Newagiem umowę na dostawę 11 sztuk 5-członowych Impulsów.
10 kwietnia Koleje Dolnośląskie uruchomiły połączenie Wrocław Wojnów – Wrocław Nadodrze/Wrocław Główny.
Na początku października, ze względu na niedobory taborowe wynikające z zaplanowanych przeglądów okresowych i wyłączeń powypadkowych własnych pojazdów, przewoźnik wypożyczył dwa spalinowe zespoły trakcyjne: 1 od Pesy (SA139-010) i 1 od Arrivy (SA134-001).
Od października 2017 r. Koleje Dolnośląskie wraz z PKS „Tour” Jelenia Góra wprowadziły ofertę biletów zintegrowanych na połączenia KD z przesiadką na autobusy linii nr „100” PKS (Jelenia Góra – Karpacz Górny). Autobusy PKS linii „100” zatrzymują się przy dworcu Jelenia Góra. Oferta ma funkcjonować do czasu ewentualnej reaktywacji ruchu na linii do Karpacza.
16 listopada zakończono odbiór 11 pięcioczłonowych elektrycznych zespołów trakcyjnych Newag Impuls 45WE. Składy zostały przeznaczone do obsługi tras z Wrocławia w kierunku Lichkova, Węglińca, Rawicza, Szklarskiej Poręby i Jelcza-Laskowic. Wraz z nowymi EZT przewoźnik zakupił 3 samochody do obsługi pociągów: myjkę, pojazd do napełniania piasecznic oraz pojazd do zbierania nieczystości z toalet.
10 grudnia, wraz z wejściem rozkładu jazdy pociągów 2017/2018, Koleje Dolnośląskie przejęły od Przewozów Regionalnych obsługę większości połączeń na trasie Wrocław Główny – Kłodzko Główne – Międzylesie – Lichkov. Linia D7 z Jelcza do Wrocławia została połączona z linią D17 Wrocławskiej Kolei Aglomeracyjnej, dzięki czemu w dni robocze większość pociągów kursuje w relacji Jelcz-Laskowice – Wrocław Główny – Wrocław Wojnów. Na wszystkich trasach w obszarze aglomeracji wrocławskiej zwiększona została liczba połączeń o 1-2 pary kursów.

### 2018
Z początkiem roku rozpoczęto sprzedaż biletów na połączenia Kolei Dolnośląskich za pośrednictwem portalu i aplikacji mobilnej Koleo.
28 kwietnia zainaugurowano obsługę weekendowego połączenia turystycznego ze skalnym miastem w Adršpach w Czechach.
Do 11 października Koleje Dolnośląskie przewiozły łącznie 40 milionów pasażerów od momentu powstania spółki.
15 października w Legnicy otwarty został Ośrodek Szkolenia Kadr Kolejowych, którego kluczowym elementem jest symulator elektrycznego zespołu trakcyjnego 45WE Impuls, który został dostarczony przez konsorcjum TK Telekom oraz Sim Factor.
W grudniu Koleje Dolnośląskie podpisały umowę na obsługę linii Liberec – Szklarska Poręba Górna i Pardubice/Ústí nad Orlicí – Międzylesie na odcinkach po polskiej stronie granicy z przewoźnikiem České dráhy.

### 2019
7 lutego przewoźnik testował działanie systemu ETCS na odcinkach Legnica – Wrocław – Opole oraz Legnica – Węgliniec.
9 czerwca przywrócono połączenie Lubin – Wrocław Główny obsługiwane przez 12 par połączeń.

### 2020
29 września podpisano umowę z Pesą na dostawę 5 sztuk elfów II w wersji 5-członowej z opcją na kolejne 20 składów.

### 2022
12 czerwca zostało przywrócone połączenie Wrocław Główny – Świdnica Miasto przez Sobótkę wzdłuż linii kolejowej nr 285.
5 września zostały uruchomione połączenia Kolejowej Komunikacji Autobusowej na nowej linii D92 (do 11 grudnia 2022, jako linia A9) (Kłodzko Miasto – Stronie Śląskie) wiodącej wzdłuż linii kolejowej nr 322.
11 grudnia uruchomiono połączenia na nowej linii D13 w relacji Legnica – Chojnów – Rokitki – Chocianów.

### 2023
11 czerwca uruchomiono połączenie na linii D41 relacji Świdnica Miasto – Zagórze Śląskie – Jedlina-Zdrój – Głuszyca.
24 czerwca została uruchomiona dalekobieżna linia KDPN relacji Wrocław Główny – Legnica – Lubin – Głogów – Zielona Góra Główna – Szczecin Dąbie – Międzyzdroje – Świnoujście (do 31 sierpnia 2023)
3 września wróciła do obsługi linia D99 relacji Wrocław Główny – Legnica – Bolesławiec – Węgliniec – Weißwasser (Oberlausitz) – Cottbus Hbf – Berlin Ostkreuz – Berlin Lichtenberg, a także powstały dwie nowe linie autobusowe: D31 relacji Rawicz – Bojanowo – Góra Śląska i D71 relacji Oleśnica Rataje – Oleśnica – Syców.
10 grudnia zmieniono numerację linii kolejowych obsługiwanych przez KD. Tego samego dnia KD zaczęły obsługiwać nowo otwarty odcinek Gryfów Śląski  – Świeradów-Zdrój. 
W roku 2023 przewoźnik przewiózł 19 milionów pasażerów i przejechały 11,6 milionów km, co było najlepszym wynikiem w piętnastoletniej historii Kolei Dolnośląskich. W tym czasie KD przewiozły 100 milionów pasażerów.

### 2025
13 czerwca zostało przywrócone połączenie na linii nr 340 relacji Jelenia Góra – Mysłakowice – Karpacz
15 czerwca został otwarty nowy przystanki na trasie Wrocław – Legnica, które jest obsługiwane przez Pociągi KD.
20 maja pierwsza sprzedaż biletów na kursów pociągów KD Premium Nadmorski na Świnoujście, są dostępne w Koleo i biletomatach KD.
28 czerwca zostanie uruchomiony pociąg nocny KD Super Sprinter, relacji Wrocław – Legnica – Lubin.

## Działalność

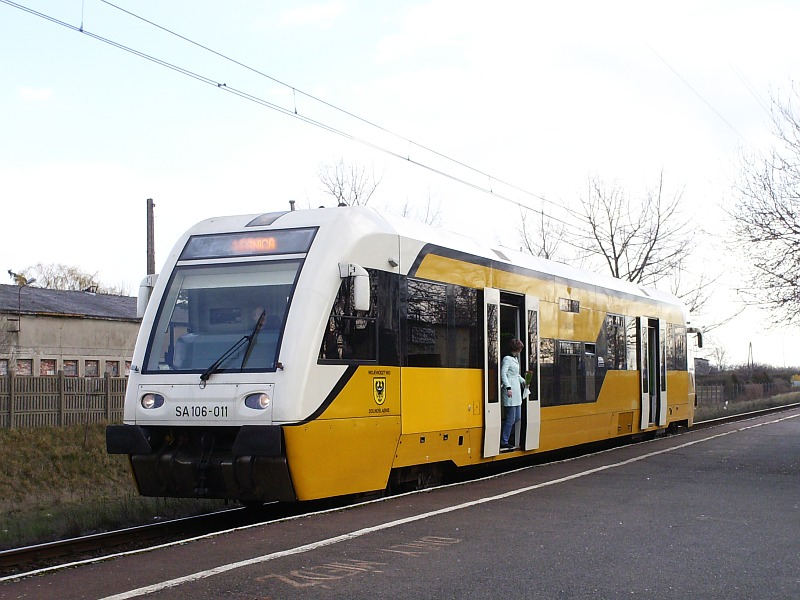
Autobus szynowy SA106 na przystanku Legnica Piekary – należący obecnie do spółki Koleje Dolnośląskie

Głównym przedmiotem działalności spółki jest prowadzenie kolejowych przewozów pasażerskich na obszarze województwa dolnośląskiego oraz na liniach do województw ościennych, zarówno na liniach kolejowych zarządzanych przez PKP PLK, jak i przejętych przez władze samorządowe, zarządzanych przez operatorów wybranych w drodze przetargu (np. PMT Linie Kolejowe Sp. z o.o.). Przedsiębiorstwo nie jest właścicielem dworców kolejowych, a użytkuje je jedynie na podstawie porozumień z właścicielami – głównie spółką PKP.

### Regulacje taryfowe
Zgodnie z art. 4 Prawa przewozowego przewoźnik wydaje własne regulacje handlowo-przewozowe. W przypadku Kolei Dolnośląskich są to: Taryfa przewozowa osób, rzeczy i zwierząt „Kolei Dolnośląskich SA” (TP-KD), która określa sposób i zasady ustalania i stosowania opłat przewozowych, oraz Regulamin obsługi podróżnych, odprawy oraz przewozu osób, rzeczy i zwierząt „Kolei Dolnośląskich SA” (RPO-KD).
Ceny biletów zawiera Wykaz opłat za przewóz osób i rzeczy czy zwierząt Koleje Dolnośląskie SA. Koleje Dolnośląskie respektują wszelkie ulgi ustawowe. Od początku działalności spółki, stawki za przejazd są jednakowe jak w cenniku spółki Polregio (d. Przewozy Regionalne) Odrębnie ustalane są wysokość opłat dodatkowych za przejazd bez ważnego biletu oraz oferty specjalne (np. oferta wakacyjna Junior i senior, Rower za 1 zł, promocje odcinkowe).
Koleje Dolnośląskie honorują wiele ofert spółki Polregio. Oprócz honorowania, spółka prowadzi sprzedaż biletów według ofert Ty i raz, dwa, trzy, oraz Połączenie w dobrej cenie.
Od grudnia 2009 r. Koleje Dolnośląskie honorują i prowadzą sprzedaż biletów całodziennych EURO-NYSA, upoważniających do przejazdu publiczną komunikacją miejską, podmiejską oraz kolejami regionalnymi na pograniczu Polski, Czech i Niemiec.
Do 30 czerwca 2021 r. na obszarze miasta Wrocławia, pasażerowie posiadający bilet na wszystkie linie komunikacji miejskiej o ważności co najmniej 24-godzinnej (zakodowany na Wrocławskiej Karcie Miejskiej – Urbancard lub w formie papierowej, skasowany uprzednio w środku komunikacji miejskiej), mogli korzystać z pociągów Kolei Dolnośląskich bez dodatkowych opłat.
Spółka nie należy do Związku Pracodawców Kolejowych. 1 stycznia 2014 r. spółka zawarła jednak porozumienie ze Związkiem, w efekcie którego sprzedawane są i honorowane bilety według tzw. ulgowej usługi transportowej dla pracowników firm-członków Związku (70, 80, 99%). Koleje Dolnośląskie oferują również wszystkim pracodawcom (nie tylko z branży kolejowej) wykup legitymacji, które pozwalają ich pracownikom na zakup biletów z ulgą handlową 60%.

### Bilety
Kanały dystrybucji biletów:

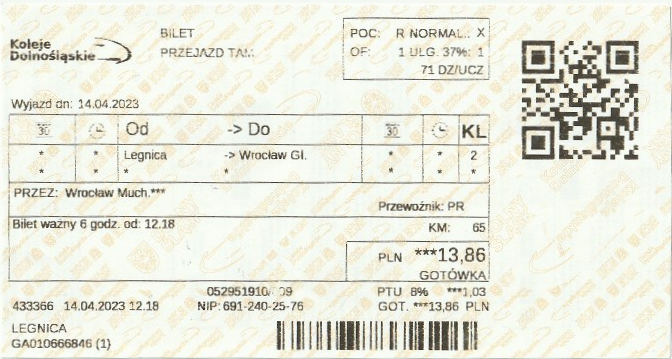
Bilet Kolei Dolnośląskich z kasy biletowej

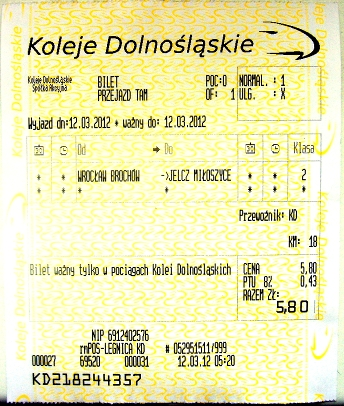
Bilet sprzedany w pociągu KD przy pomocy terminala konduktorskiego

- własne kasy biletowe na dworcach kolejowych:
  - Bolesławiec
  - Jelenia Góra
  - Legnica
  - Strzelin
  - Szklarska Poręba Górna
  - Wałbrzych Miasto
  - Wrocław Główny
  - Zgorzelec Miasto
- kasy biletowe innych przewoźników;
- Biura Obsługi Klienta na dworcach:
  - Legnica
  - Wrocław Główny
  - Zgorzelec
- biletomaty na dworcach kolejowych[115]:
  - Bielawa Zachodnia
  - Chojnów
  - Dzierżoniów Śląski
  - Głogów
  - Jawor
  - Jaworzyna Śląska
  - Jelcz-Laskowice
  - Kamieniec Ząbkowicki
  - Kąty Wrocławskie
  - Kudowa-Zdrój
  - Legnica
  - Lubań Śląski
  - Lubin
  - Smolec
  - Środa Śląska
  - Świdnica Miasto
  - Świebodzice
  - Trzebnica
  - Wałbrzych Główny
  - Wałbrzych Miasto
  - Wałbrzych Szczawienko
  - Wrocław Główny
  - Wrocław Mikołajów
  - Wrocław Nadodrze
  - Wrocław Psie Pole
  - Siechnice
  - Zgorzelec
  - Ziębice
  - Żagań
- biletomaty w pojazdach typu Impuls 45WE[116]

- aplikacje mobilne SkyCash i Koleo;
- strony internetowe bilet.kolejedolnoslaskie.eu i koleo.pl;
- obsługa pociągu[61][117][118][71][88].

Bilety na przejazd pociągiem Kolei Dolnośląskich S.A. można nabyć również we wszystkich kasach biletowych Spółki Polregio.

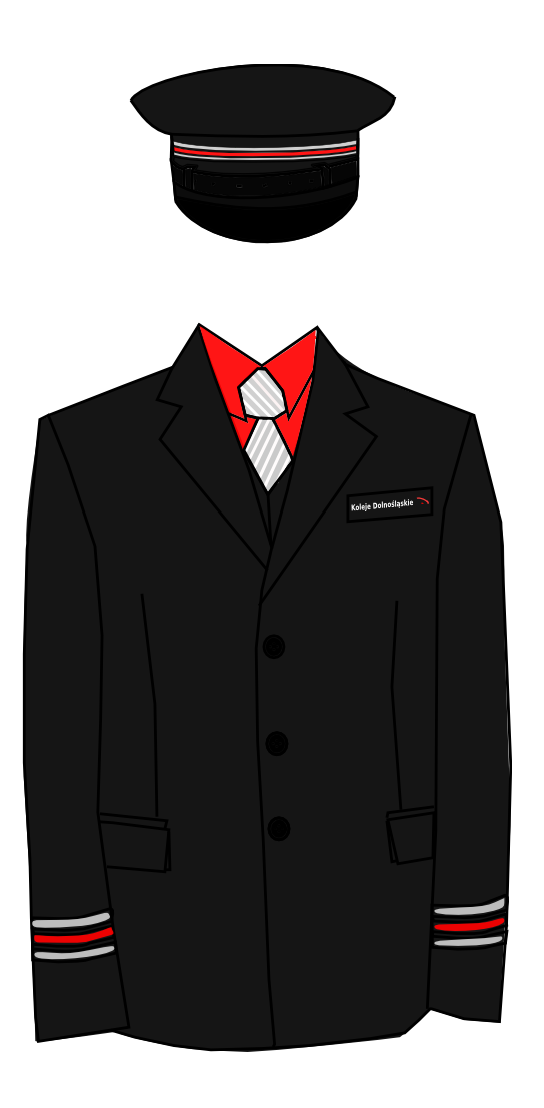
Wzór męskiego munduru drużyn konduktorskich Kolei Dolnośląskich

### Pracownicy obsługi klienta
Spośród pracowników obsługujących podróżnych, spółka zatrudnia konduktorów i kierowników pociągu (tzw. drużyny konduktorskie) oraz kasjerów.
Oprócz drużyn konduktorskich w Legnicy, spółka posiada zespoły zamiejscowe drużyn pociągowych przy stacjach Jaworzyna Śląska, Jelenia Góra, Kłodzko Główne, Węgliniec, Wrocław Główny, a od 2023r. także przy stacji Głogów.
Personel związany bezpośrednio z obsługą klienta oraz maszyniści posiadają umundurowanie firmowe. W skład munduru wchodzą: czarne spodnie, czarna marynarka z trzema pasami nad guzikami rękawów w kolorach firmy – srebrnym i czerwonym, czarna kamizelka mundurowa, czerwona koszula, srebrnoszary krawat oraz czapka z otokiem z trzema pasami. Pracownicy nowoprzyjęci, oczekujący na mundur, otrzymują kamizelkę polarową. Wszystkie elementy ubioru, oprócz spodni, posiadają uwidocznione logo firmy.

### Usługi dodatkowe
Funkcjonuje SMS-owy system informacji o rozkładach jazdy. Koleje Dolnośląskie prowadzą sezonowe promocje przejazdów dla poszczególnych grup pasażerów. Koleje Dolnośląskie są przygotowane do obsługi osób niepełnosprawnych: pociągi wyposażone są w rampy do wsiadania i wysiadania osób na wózkach inwalidzkich, w szynobusach znajdują się miejsca dla osób na wózkach, gdzie przy pomocy pasów można unieruchomić wózek. Ze względu na to, iż nie wszystkie stacje przystosowane są do obsługi osób niepełnosprawnych, Koleje Dolnośląskie oferują pomoc pod warunkiem poinformowania ich o podróży niepełnosprawnego 48 godzin wcześniej.
Poza działalnością wynikającą bezpośrednio z rozkładu jazdy, Koleje Dolnośląskie świadczą inne usługi w zakresie przewozów pasażerskich. Od czasu rewitalizacji odcinka do Trzebnicy tradycyjnie uruchamiają pociągi dodatkowe do obsługi tego odcinka w dzień pielgrzymki wrocławskiej.

### Marketing i promocja
Koleje Dolnośląskie prowadzą szeroko zakrojone akcje marketingowe i promocyjne. W skład tych działań wchodzą m.in. obecność na imprezach młodzieżowych, np. juwenaliach w Legnicy, konkursy fotograficzne i inne i imprezy plenerowe. W 2011 Koleje dolnośląskie promowały nowo przejęte połączenia do Wołowa i Jelcza-Laskowic szeregiem imprez dla dzieci. Elementem promocji firmy jest również udział w targach branżowych.

## Obsługiwane połączenia
Koleje Dolnośląskie obsługują następujące linie:
- D1: Wrocław Główny – Legnica – Bolesławiec – Węgliniec – Lubań Śląski
- D2: Wrocław Główny – Brzeg Dolny – Wołów – Ścinawa – Głogów[134]
- D3: Wrocław Główny – Kamieniec Ząbkowicki – Kłodzko Główne – Kudowa–Zdrój
- D4: Wrocław Główny – Kobierzyce – Sobótka – Świdnica Miasto – Bielawa Zachodnia[135]
- D6: Wrocław Główny – Wałbrzych Główny – Jelenia Góra
- D7: Wrocław Główny – Siechnice – Jelcz-Laskowice
- D8: Wrocław Główny – Trzebnica
- D9: Wrocław Główny – Strzelin – Kłodzko Główne – Kłodzko Miasto – Międzylesie – Lichkov
- D10: Wrocław Główny – Legnica – Węgliniec  – Zgorzelec – Görlitz – Dresden Hauptbahnhof
- D11: Wrocław Główny – Legnica – Lubin – Głogów
- D12: Wrocław Główny – Legnica – Lubin – Głogów – Nowa Sól
- D13: Legnica — Chojnów — Rokitki  — Chocianów
- D14: Wrocław Główny – Legnica – Żagań – Żary – Forst (Lausitz)
- D18: Görlitz – Zgorzelec – Węgliniec – Żagań / Żary – Zielona Góra Główna
- D20: Wrocław Główny – Ścinawa – Głogów – Nowa Sól
- D30: Wrocław Główny – Żmigród – Rawicz – Leszno
- D31: Rawicz – Bojanowo – Góra Śląska
- D40: Wrocław Główny – Jaworzyna Śląska – Świdnica Miasto – Dzierżoniów Śląski – Bielawa Zachodnia
- D60: Wrocław Główny – Wałbrzych Główny – Jelenia Góra – Szklarska Poręba Górna
- D61: Szklarska Poręba Górna – Harrachov – Tanvald – Liberec
- D62: Görlitz – Zgorzelec – Gryfów Śląski – Świeradów Zdrój / Jelenia Góra – Karpacz
- D64: Wrocław Główny – Jaworzyna Śląska – Świdnica Miasto – Jedlina-Zdrój – Głuszyca
- D66: Trutnov hlavní nádraží – Kamienna Góra – Sędzisław
- D67: Wrocław Główny – Wałbrzych Główny – Meziměstí – Adršpach (sezonowo)[136]
- D70: Wrocław Główny – Wrocław Sołtysowice – Wrocław Wojnów – Jelcz Laskowice
- D81: Oleśnica Rataje – Oleśnica – Syców
- D83: Wrocław Główny – Oleśnica – Milicz – Krotoszyn
- D90: Wrocław Główny – Kamieniec Ząbkowicki – Kłodzko Główne – Kudowa-Zdrój
- D91: Legnica – Świdnica Miasto – Dzierżoniów Śl./Bielawa Zach. – Kłodzko Główne – Kudowa-Zdrój
- D92: Kłodzko Główne – Kłodzko Miasto – Lądek-Zdrój – Stronie Śląskie[95]
- D93: Kłodzko Miasto – Kamieniec Ząbkowicki – Nysa
- D96: Wałbrzych Główny – Nowa Ruda – Kłodzko Główne – Kudowa-Zdrój
- D99: Wrocław Główny – Legnica – Bolesławiec – Węgliniec – Weißwasser (Oberlausitz) – Cottbus Hbf – Berlin Ostkreuz – Berlin Lichtenberg

### Pierwotnie planowane relacje
Początkowo planowano świadczenie usług na czterech trasach:
- Lubin – Legnica – Świdnica – Kłodzko – Polanica Zdrój[39]
- Wałbrzych – Kłodzko – Stronie Śląskie
- Świdnica – Kobierzyce – Wrocław – Trzebnica[137]
- Jelenia Góra – Szklarska Poręba Górna[138]

### Chronologia uruchamiania poszczególnych połączeń
Obsługa poszczególnych połączeń kolejowych była uruchamiana przez Koleje Dolnośląskie w następującej kolejności chronologicznej:
| Data             | Nr linii                                     | Połączenie |
| 2008             | 2008                                         | 2008 |
| ---------------- | -------------------------------------------- | --- |
| 14 grudnia 2008  | 276                                          | Kłodzko Miasto – Międzylesie (do 11 grudnia 2009) |
| 14 grudnia 2008  | 137                                          | Legnica – Jaworzyna Śląska – Kamieniec Ząbkowicki – Kłodzko Miasto |
| 2009             |                                              | |
| 06 stycznia 2009 | 286                                          | Wałbrzych Główny – Nowa Ruda – Kłodzko Miasto |
| 20 września 2009 | 275                                          | Legnica – Wrocław Główny |
| 20 września 2009 | 326                                          | Wrocław Główny – Trzebnica |
| 13 grudnia 2009  | 283                                          | Jelenia Góra – Lwówek Śląski |
| 13 grudnia 2009  | 283                                          | Lwówek Śląski – Zebrzydowa (do 10 grudnia 2011) |
| 2010             |                                              | |
| 01 marca 2010    | 282/278                                      | Legnica – Bolesławiec – Zgorzelec |
| 12 grudnia 2010  | 275                                          | Legnica – Żagań – Żary |
| 12 grudnia 2010  | 282                                          | Węgliniec – Ruszów – Żary |
| 2011             |                                              | |
| 03 stycznia 2011 | 311                                          | Jelenia Góra – Szklarska Poręba Górna (do 10 grudnia 2011) |
| 11 grudnia 2011  | 273                                          | Wrocław Główny – Wołów (do 15 grudnia 2013) |
| 11 grudnia 2011  | 277                                          | Wrocław Główny – Jelcz-Laskowice (do 15 grudnia 2013) |
| 11 grudnia 2011  | 274                                          | Zgorzelec – Lubań Śląski – Gryfów Śląski – Jelenia Góra |
| 2013             |                                              | |
| 01 kwietnia 2013 | 274                                          | Węgliniec – Wrocław |
| 27 kwietnia 2013 | 298                                          | Sędzisław – Trutnov (weekendowe połączenie wakacyjne) |
| 15 grudnia 2013  | 279                                          | Wrocław Główny – Lubań Śląski |
| 15 grudnia 2013  | 274, 137                                     | Wrocław Główny – Świdnica Miasto |
| 15 grudnia 2013  | 309                                          | Kłodzko Główne – Kudowa-Zdrój |
| 2014             |                                              | |
| 01 września 2014 | 274, 137                                     | Wrocław Główny – Dzierżoniów Śląski (przedłużenie połączeń Wrocław – Świdnica)                                                                                            |
| 14 grudnia 2014  | 283                                          | Lwówek Śląski – Zebrzydowa (powrót połączeń po przerwie) |
| 14 grudnia 2014  | 274, 311                                     | Wrocław Główny – Jelenia Góra – Szklarska Poręba Górna (na odc. Jelenia Góra – Szklarska Poręba powrót do obsługi KD)                                                     |
| 2015             |                                              | |
| 26 kwietnia 2015 | 277                                          | Wrocław Główny – Jelcz-Laskowice (powrót obsługi KD) |
| 13 grudnia 2015  | 271                                          | Wrocław Główny – Rawicz |
| 13 grudnia 2015  | 274                                          | Zgorzelec – Görlitz |
| 13 grudnia 2015  | 286, 309                                     | Wrocław Główny – Kudowa-Zdrój |
| 2017             |                                              | |
| 10 kwietnia 2017 | 143, 292                                     | Wrocław Główny – Wrocław Wojnów |
| 29 kwietnia 2017 | 275, 14                                      | Wrocław Główny – Forst (Lausitz) |
| 10 grudnia 2017  | 276                                          | Wrocław Główny – Kłodzko Główne – Lichkov |
| 2018             |                                              | |
| 28 kwietnia 2018 | 291                                          | Boguszów Gorce Wschód – Mieroszów – (Mezimesti) |
| 09 grudnia 2018  | 298, 299                                     | Sędzisław (stacja kolejowa) – Kamienna Góra – (Kralovec) |
| 2019             |                                              | |
| 09 czerwca 2019  | 289                                          | Wrocław Główny – Legnica – Lubin |
| 15 grudnia 2019  | 289                                          | Głogów – Lubin – Legnica – Wrocław Główny |
| 15 grudnia 2019  | 341                                          | Dzierżoniów – Bielawa Zachodnia |
| 2021             |                                              | |
| 12 grudnia 2021  | 292                                          | Wrocław Sołtysowice – Wrocław Wojnów – Jelcz-Laskowice |
| 2022             |                                              | |
| 12 czerwca 2022  | 285                                          | Wrocław Główny – Kobierzyce – Sobótka – Świdnica Miasto |
| 05 września 2022 | 322                                          | Kłodzko Główne – Kłodzko Miasto – Lądek-Zdrój – Stronie Śląskie (obsługa połączeń w formie Kolejowej Komunikacji Autobusowej)                                             |
| 11 grudnia 2022  | 303, 316                                     | Legnica – Chojnów – Rokitki – Chocianów |
| 11 grudnia 2022  | 273                                          | Wrocław Główny – Brzeg Dolny – Wołów – Ścinawa – Rudna Gwizdanów – Głogów                                                                                                 |
| 2023             |                                              | |
| 11 czerwca 2023  | 266, 286, 137                                | Świdnica Miasto – Zagórze Śląskie – Jedlina-Zdrój – Głuszyca |
| 24 czerwca 2023  | 275, 289, 273, 428, 401                      | Wrocław Główny – Legnica – Lubin – Głogów – Zielona Góra Główna – Szczecin Dąbie – Międzyzdroje – Świnoujście (do 27 sierpnia 2023)                                       |
| 3 września 2023  | 275, 295, 6208, 6142, 6147, 6126, 6080, 6078 | Wrocław Główny – Legnica – Bolesławiec – Węgliniec – Weißwasser (Oberlausitz) – Cottbus Hbf – Berlin Ostkreuz – Berlin Lichtenberg (powrót obsługi KD, Pociąg do kultury) |
| 3 września 2023  | 271, 372                                     | Rawicz – Bojanowo – Góra Śląska (obsługa połączeń w formie Kolejowej Komunikacji Autobusowej)                                                                             |
| 3 września 2023  | 181, 281                                     | Oleśnica Rataje – Oleśnica – Syców (obsługa połączeń w formie Kolejowej Komunikacji Autobusowej)                                                                          |
| 10 grudnia       | 273, 275, 289                                | Wrocław Główny – Legnica – Głogów – Nowa Sól |
| 10 grudnia       | 273                                          | Wrocław Główny – Ścinawa – Głogów – Nowa Sól |
| 10 grudnia       | 6211, 274, 317/308                           | Görlitz – Zgorzelec – Gryfów Śląski – Świeradów Zdrój / Jelenia Góra – Karpacz                                                                                            |
| 10 grudnia       | 271, 274, 137, 266, 286                      | Wrocław Główny – Jaworzyna Śląska – Świdnica Miasto – Jedlina-Zdrój – Głuszyca                                                                                            |
| 10 grudnia       | 271, 143, 281                                | Wrocław Główny – Oleśnica – Milicz – Krotoszyn |

### Połączenia sezonowe
W roku 2013 od maja do końca sierpnia w weekendy Koleje Dolnośląskie uruchamiały trzy pary pociągów do czeskiego Trutnova: dwie z Jeleniej Góry i jedną z Wrocławia (w kooperacji z czeskim przewoźnikiem GW Train Regio na odcinku Královec–Trutnov).
W roku 2017 uruchomiono kolejne sezonowe weekendowe połączenia, z Wrocławia do Forst.
W roku 2023 uruchomiono połączenie kolejowe, z Wrocławia do Swinoujścia.

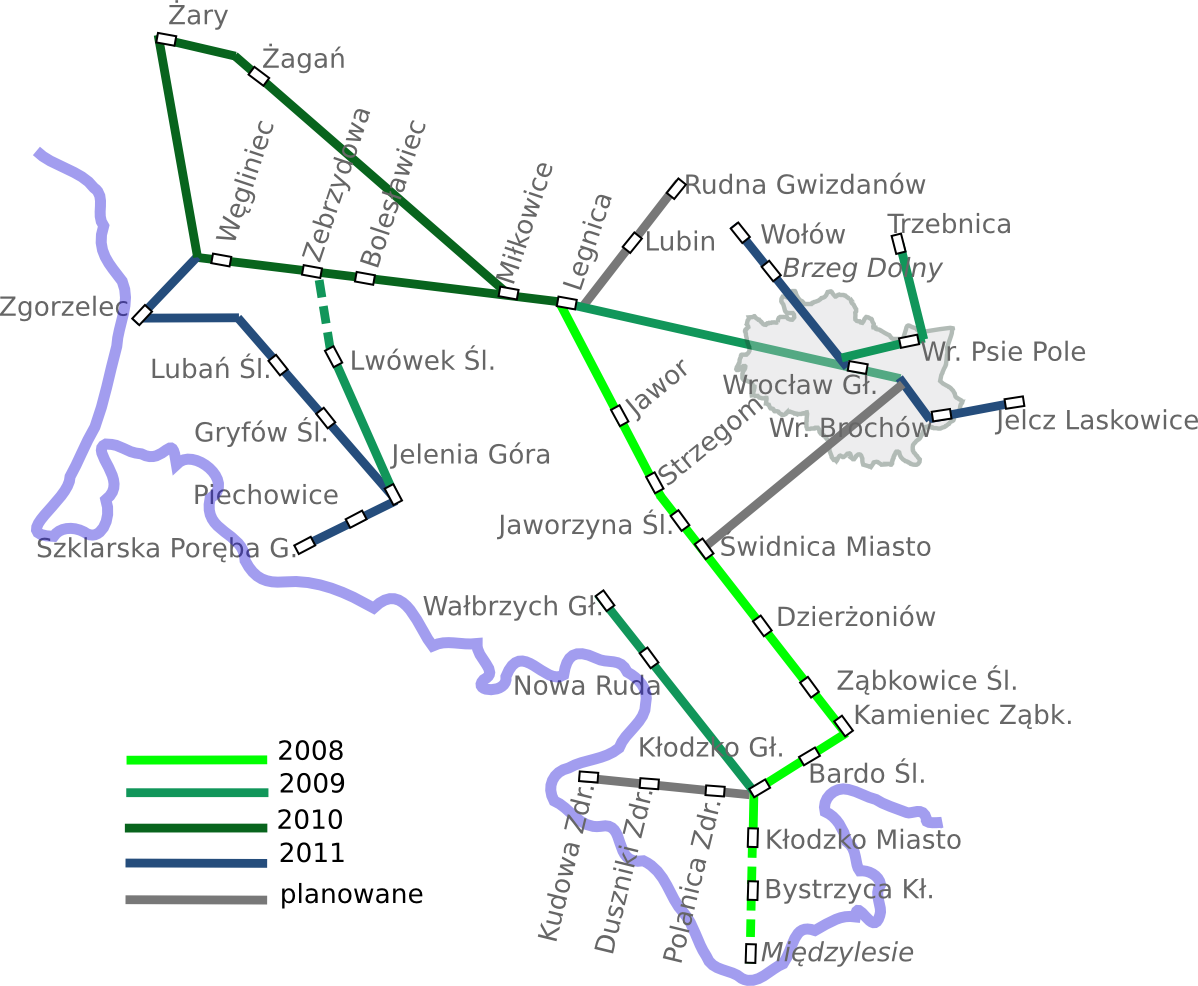
Historia rozwoju KD w latach 2008–2011

### Relacje, na których zaprzestano działalności
W grudniu 2009
- Kłodzko Miasto – Międzylesie (od 14.12.2008 do 11.12.2009)

W grudniu 2011
- Lwówek Śląski – Zebrzydowa (od 13.12.2009 do 10.12.2011, powrót 14.12.2014)

W grudniu 2013
- Wrocław Główny – Jelcz Laskowice (od 10.12.2011 do 15.12.2013, powrót 26.04.2015)
- Wrocław Główny – Wołów (od 10.12.2011 do 15.12.2013, powrót 11.12.2022)

W grudniu 2016
- Jelenia Góra – Lwówek Śląski (od 11.12.2016 – ze względu na stan techniczny linii kolejowej), uruchomiona komunikacja zastępcza autobusowa[78]

## Tabor

### Park taborowy
| Typ   | Seria | Numery boczne | Długość               | Oznaczenie przewoźnika | Oznaczenie przewoźnika | Liczba sztuk | Producent               |                         |
| ----- | ----- | ------------- | --------------------- | ---------------------- | ---------------------- | ------------ | ----------------------- | ----------------------- |
| 212M  | SA109 | 003 ÷ 004     | 26 630 mm (27 896 mm) | S20                    | 01 ÷ 02                | 0 z 2        | Kolzam                  | [ 157 ] [ 158 ]         |
| 214M  | SA106 | 011           | 24 500 mm             | S10                    | 01                     | 1            | Pesa                    | [ 157 ] [ 158 ]         |
| 214Mb | SA135 | 001 ÷ 003     | 24 500 mm             | S11                    | 01 ÷ 03                | 9            | Pesa                    | [ 157 ] [ 158 ]         |
| 214Mb | SA135 | 004 ÷ 009     | 24 500 mm             | S11                    | 04 ÷ 09                | 9            | ZNTK „Mińsk Mazowiecki” | [ 157 ] [ 158 ]         |
| 218Ma | SA132 | 002           |                       | S21                    | 01                     | 1            | Pesa                    | [ 157 ] [ 158 ] [ 160 ] |
| 218Md | SA134 | 003 ÷ 007     | 41 700 mm             | S22                    | 01 ÷ 05                | 7            | Pesa                    | [ 162 ] [ 158 ]         |
| 218Md | SA134 | 024 ÷ 025     | 41 700 mm             | S22                    | 07 ÷ 08                | 7            | ZNTK „Mińsk Mazowiecki” | [ 162 ] [ 163 ] [ 158 ] |
| 223M  | SA139 | 011 ÷ 014     | 43 730 mm             | S23                    | 01 ÷ 04                | 4            | Pesa                    | [ 165 ] [ 158 ]         |

| Typ    | Seria   | Numery boczne        | Długość   | Oznaczenie przewoźnika | Oznaczenie przewoźnika | Liczba sztuk | Producent |                                         |
| ------ | ------- | -------------------- | --------- | ---------------------- | ---------------------- | ------------ | --------- | --------------------------------------- |
| Impuls | 31WE    | 001 ÷ 005, 020 ÷ 024 | 74 400 mm | E40                    | 01 ÷ 10                | 10           | Newag     | [ 165 ] [ 158 ]                         |
| Impuls | 36WEa   | 011 ÷ 016            | 58 400 mm | E30                    | 01 ÷ 06                | 6            | Newag     | [ 165 ] [ 158 ]                         |
| Impuls | 45WE    | 019 ÷ 029            | 90 400 mm |                        |                        | 11           | Newag     | [ 168 ] [ 169 ] [ 84 ]                  |
| Elf II | 48WEc   | 024 ÷ 048            | 90 530 mm |                        |                        | 25           | Pesa      | [ 170 ] [ 171 ] [ 172 ] [ 173 ] [ 174 ] |
| Elf II |         |                      |           |                        |                        | 0 z 10       | Pesa      | [ 175 ]                                 |
| 5B/6B  | EN57AL  | 1501, 1938, 1542     | 64 610 mm | E31                    | 01 ÷ 03                | 3            | Pafawag   | [ 165 ] [ 158 ]                         |
| 5B/6B  | EN57AKD | 1937                 |           | E32                    | 01                     | 1            | Pafawag   | [ 165 ] [ 158 ]                         |
| 5B/6B  | EN57    | 1703                 | 63 970 mm | E33                    | 01                     | 1            | Pafawag   | [ 165 ] [ 176 ]                         |

Tabor dwutrakcyjny
| Typ      | Seria | Numery boczne | Liczba sztuk | Producent |                 |
| -------- | ----- | ------------- | ------------ | --------- | --------------- |
| Impuls 2 | 36WEh | 012 ÷ 017     | 6            | Newag     | [ 177 ] [ 178 ] |

Wagony
| Typ  | Liczba sztuk | Producent |                 |
| ---- | ------------ | --------- | --------------- |
| 208K | 5            | Zastal    | [ 179 ] [ 180 ] |

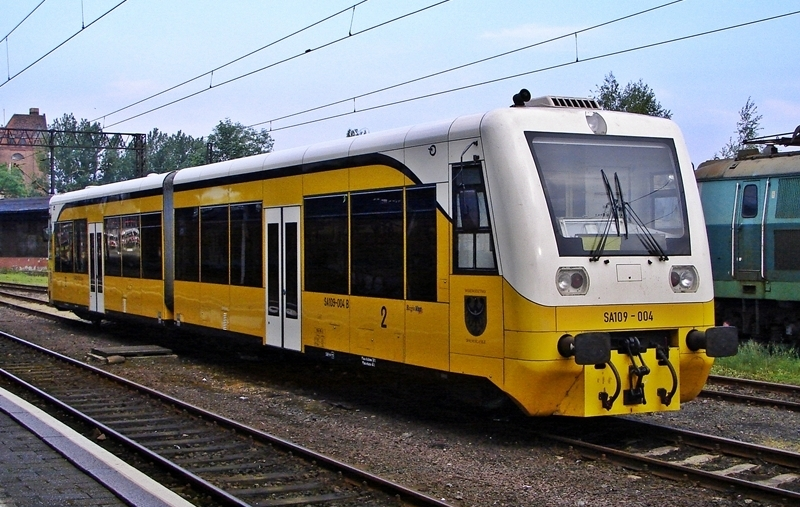
SA109-004 (212M)
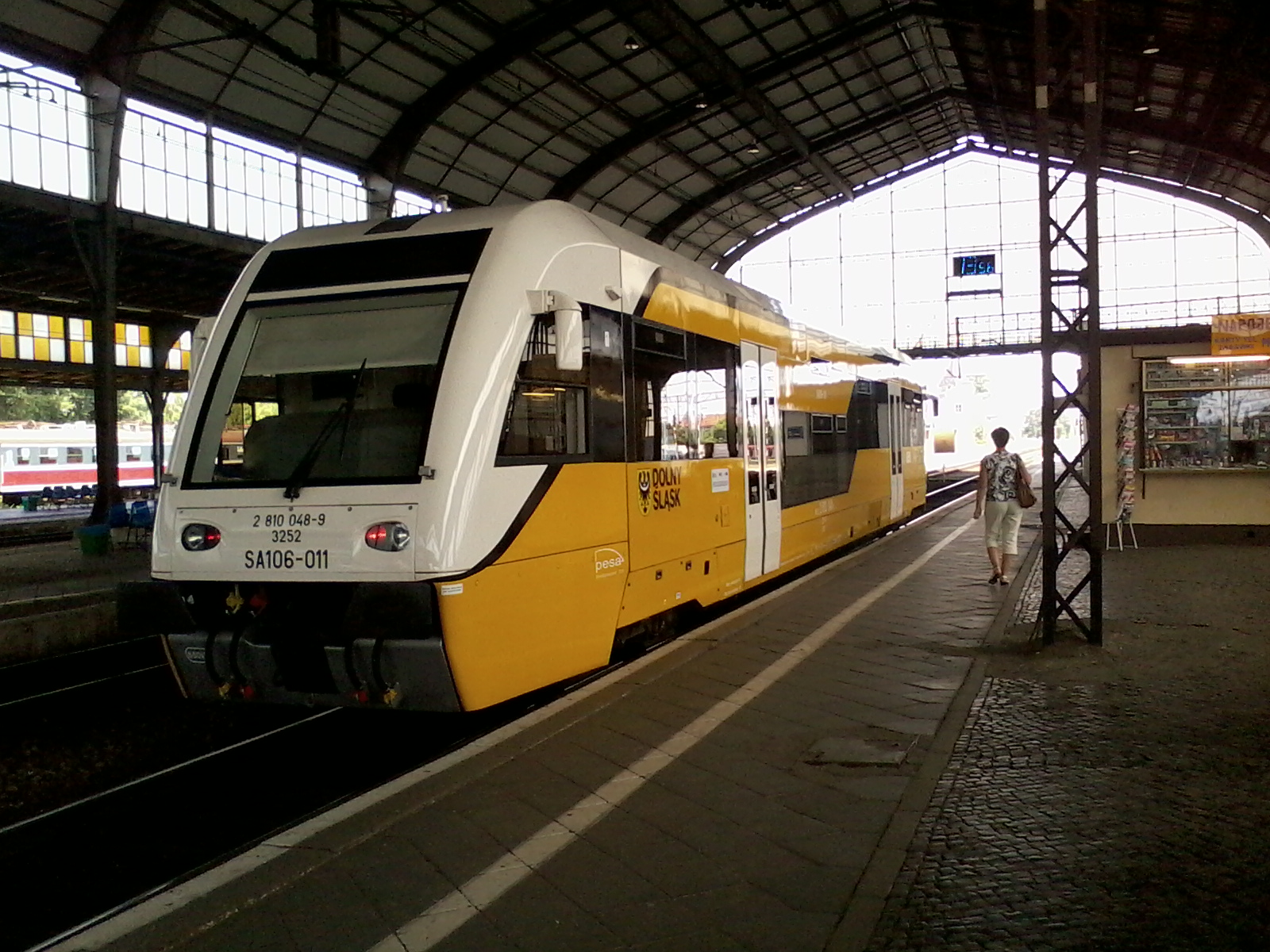
SA106-011 (214M)
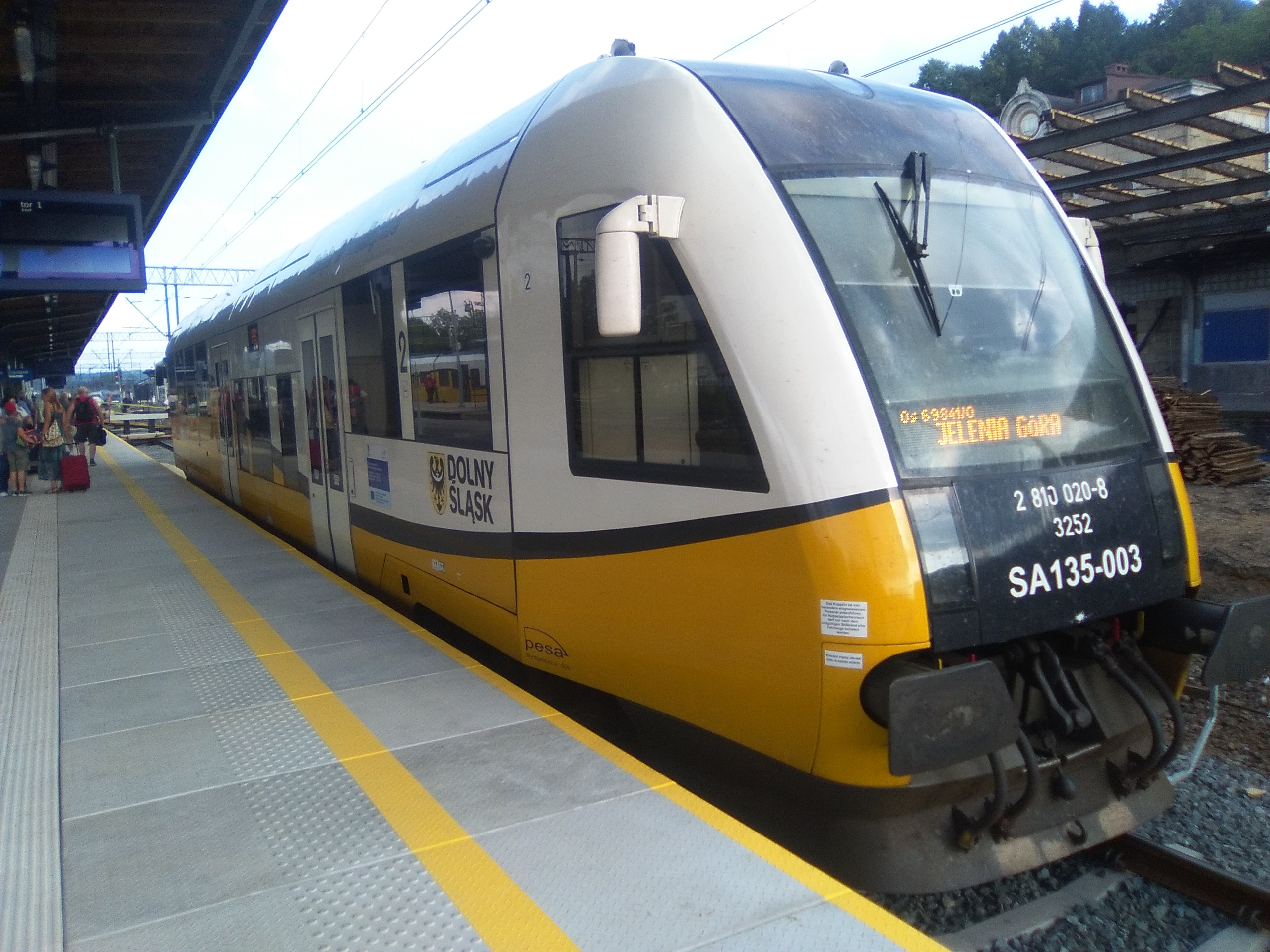
SA135-003 (214Mb)
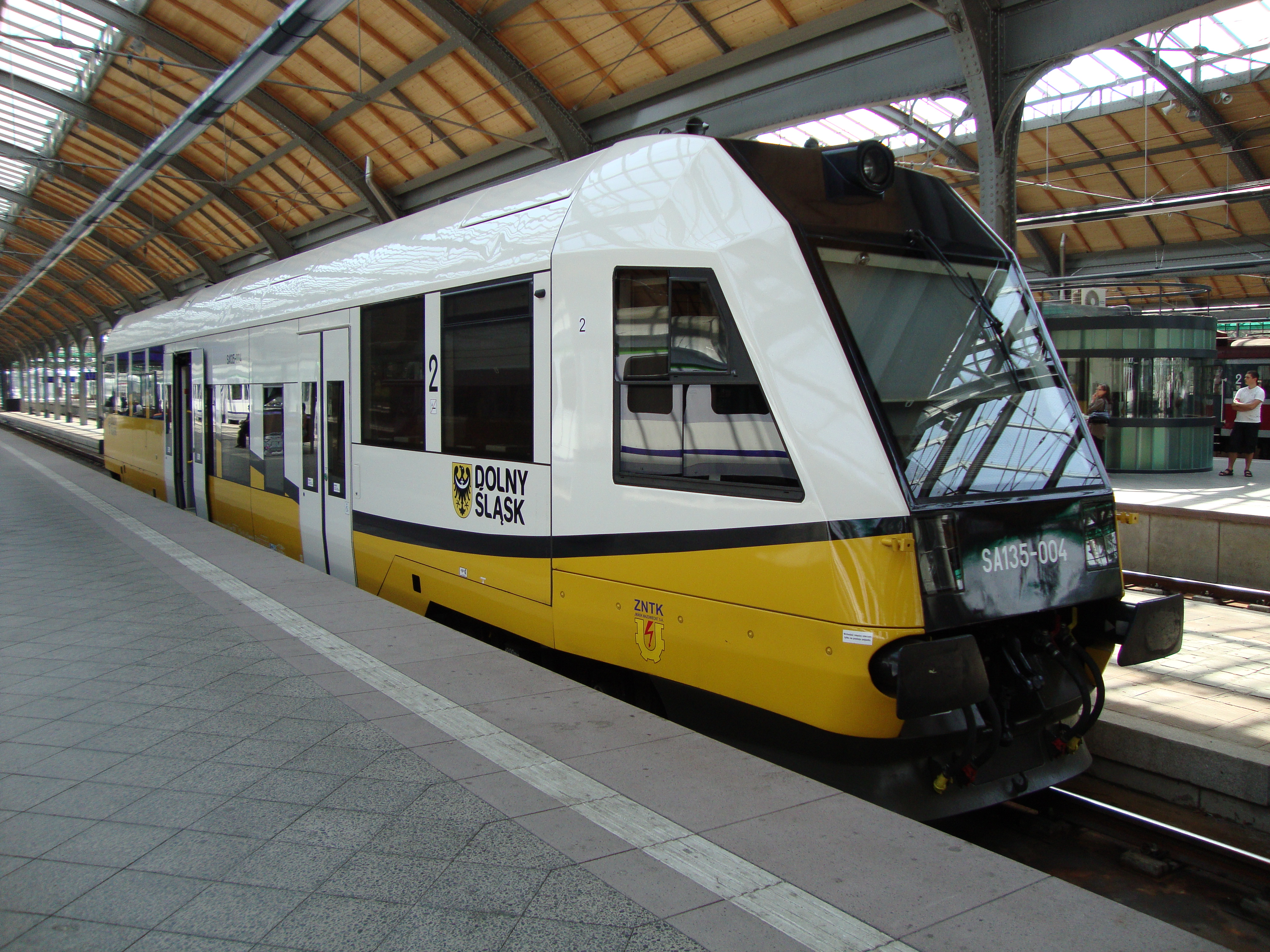
SA135-004 (214Mb Mińsk 1)
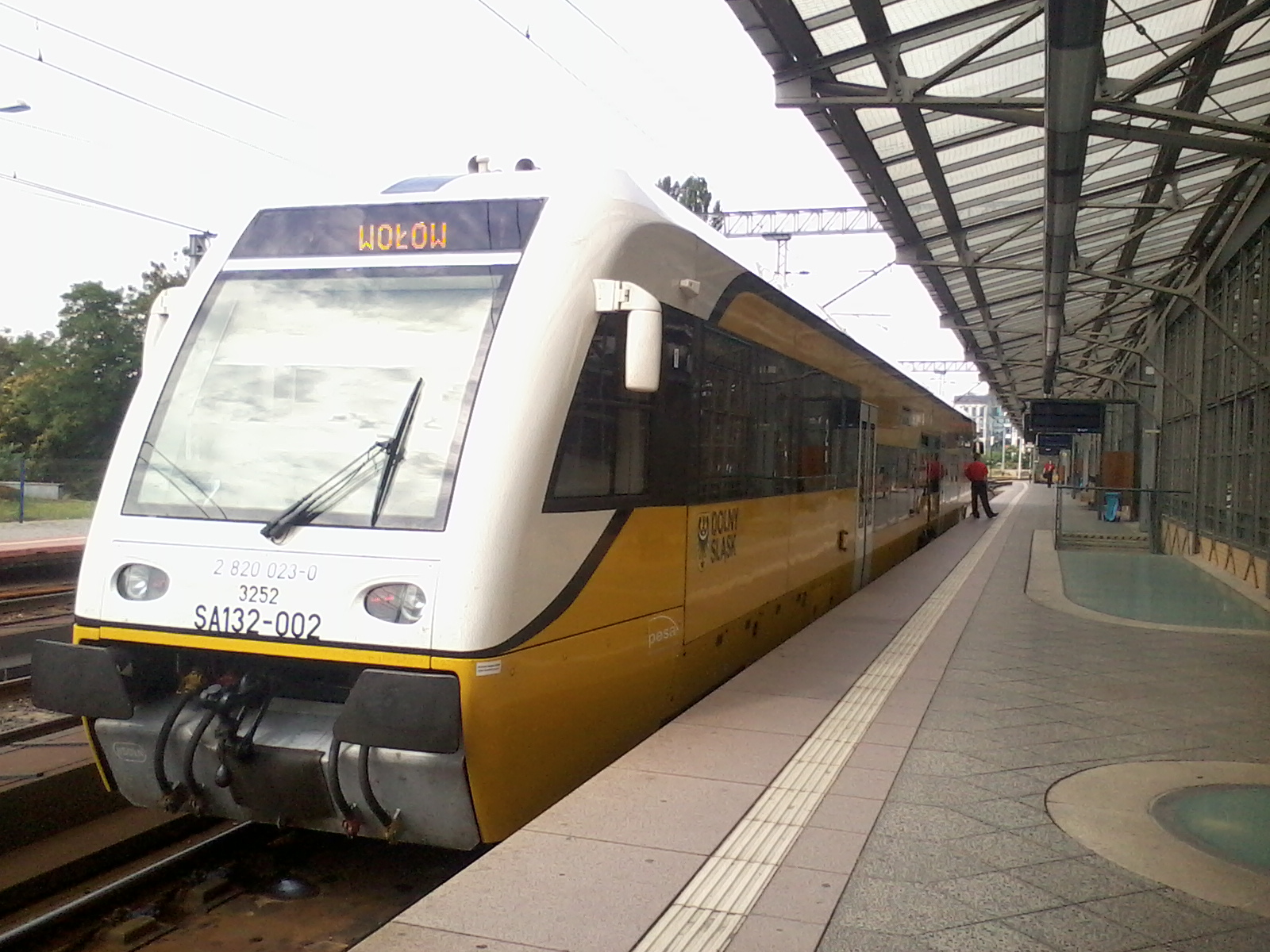
SA132-002 (218Mb)
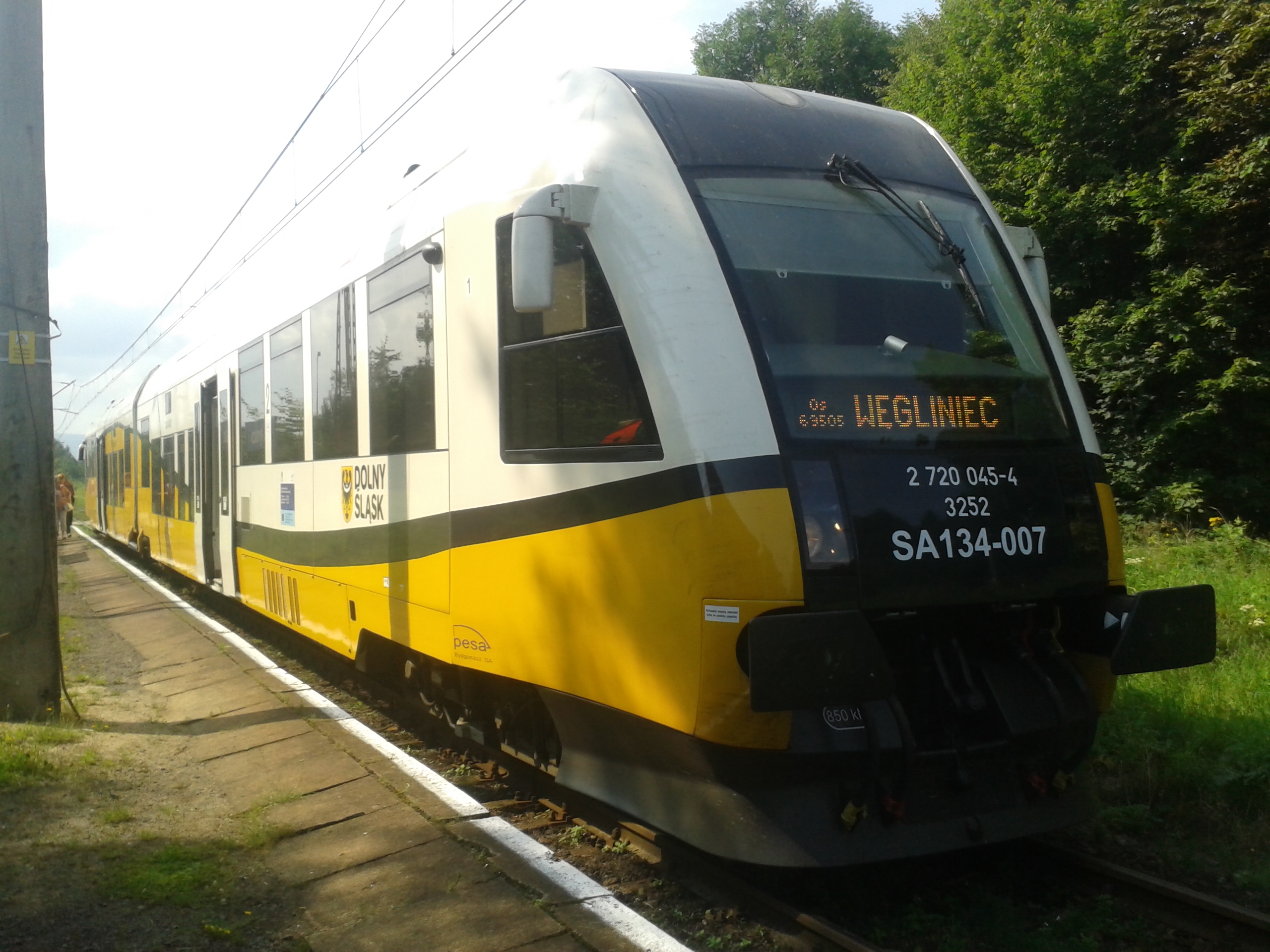
SA134-007 (218Md)
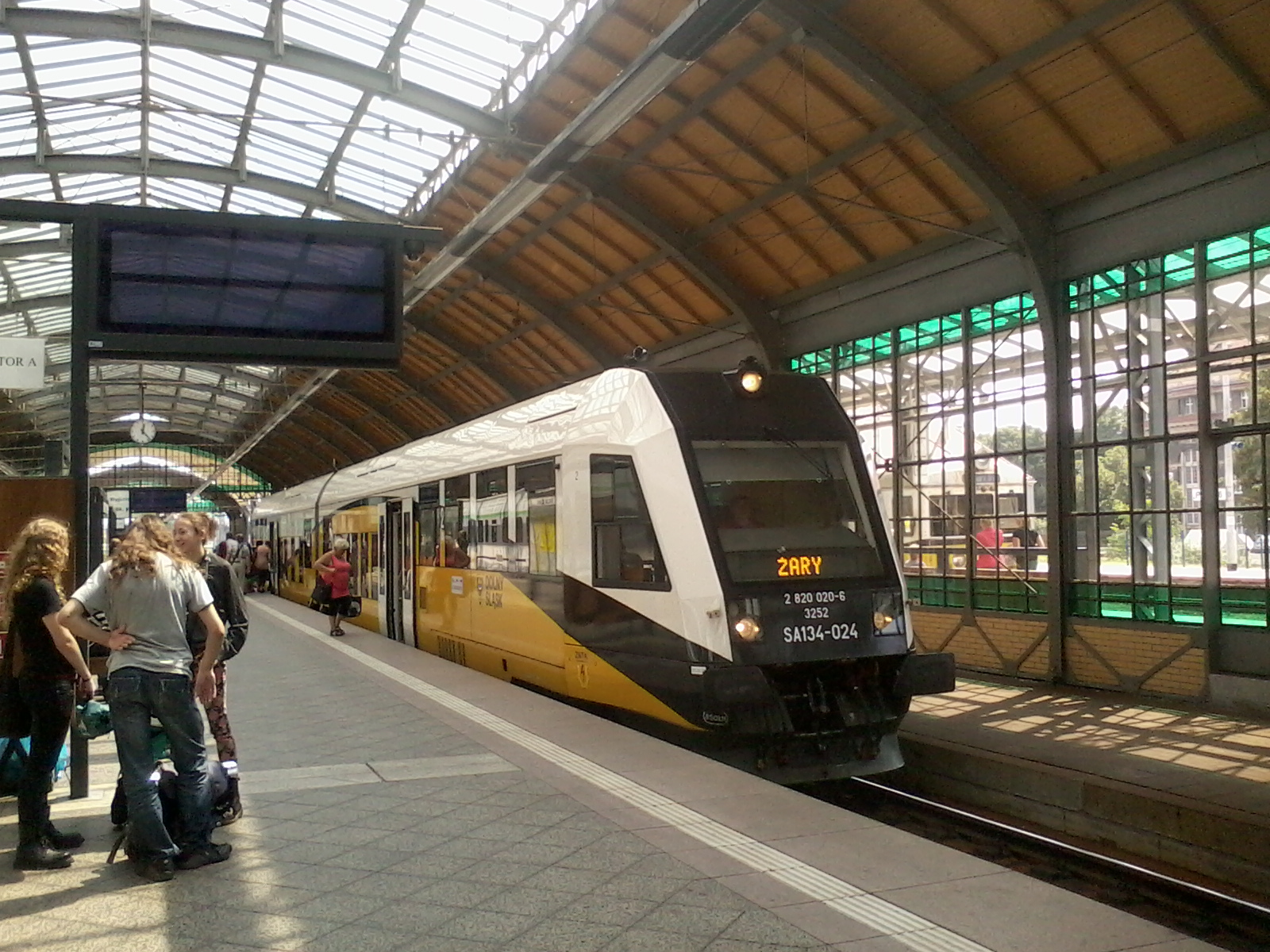
SA134-024 (218Md Mińsk 2)
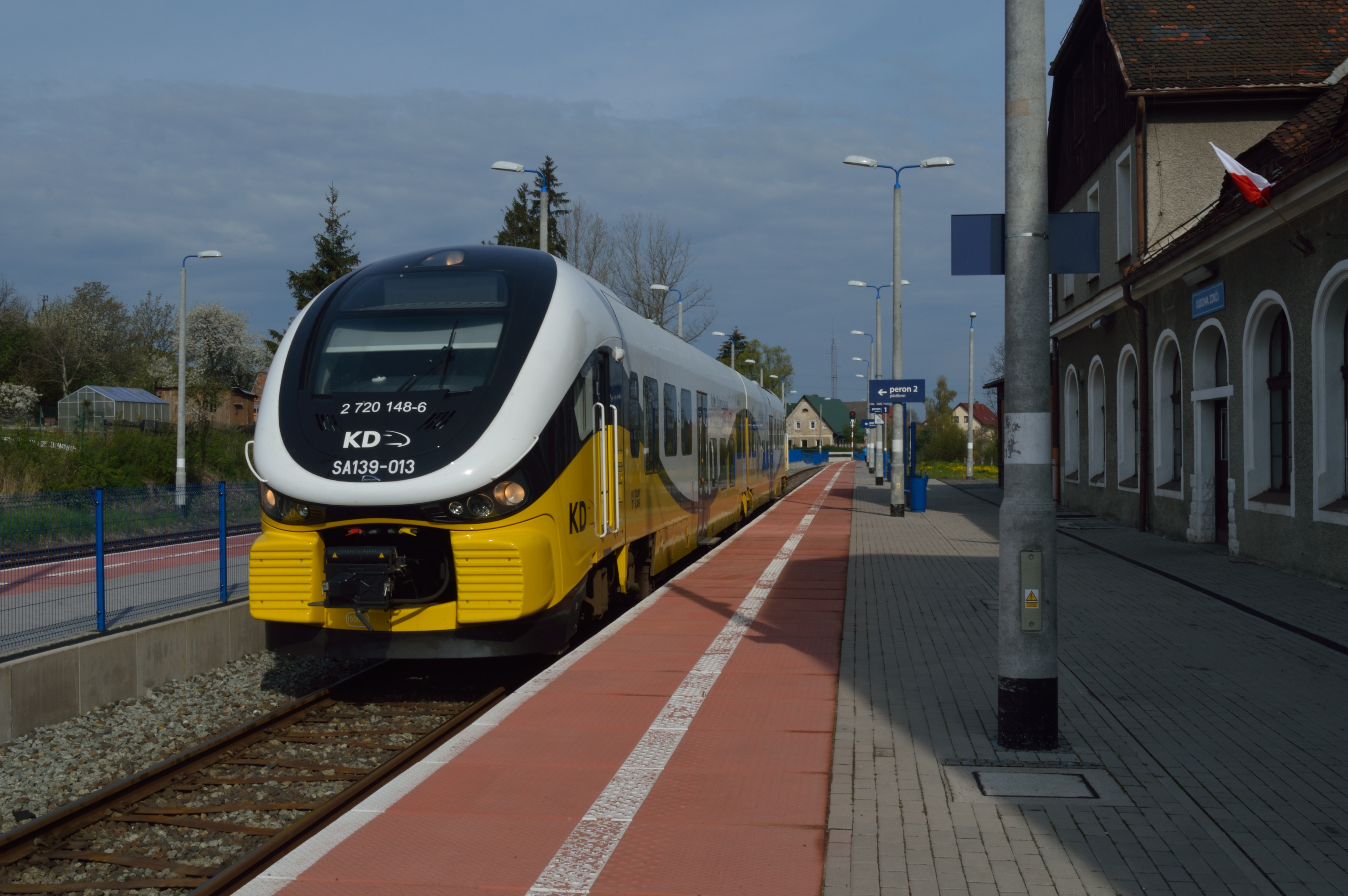
SA139-013 Link
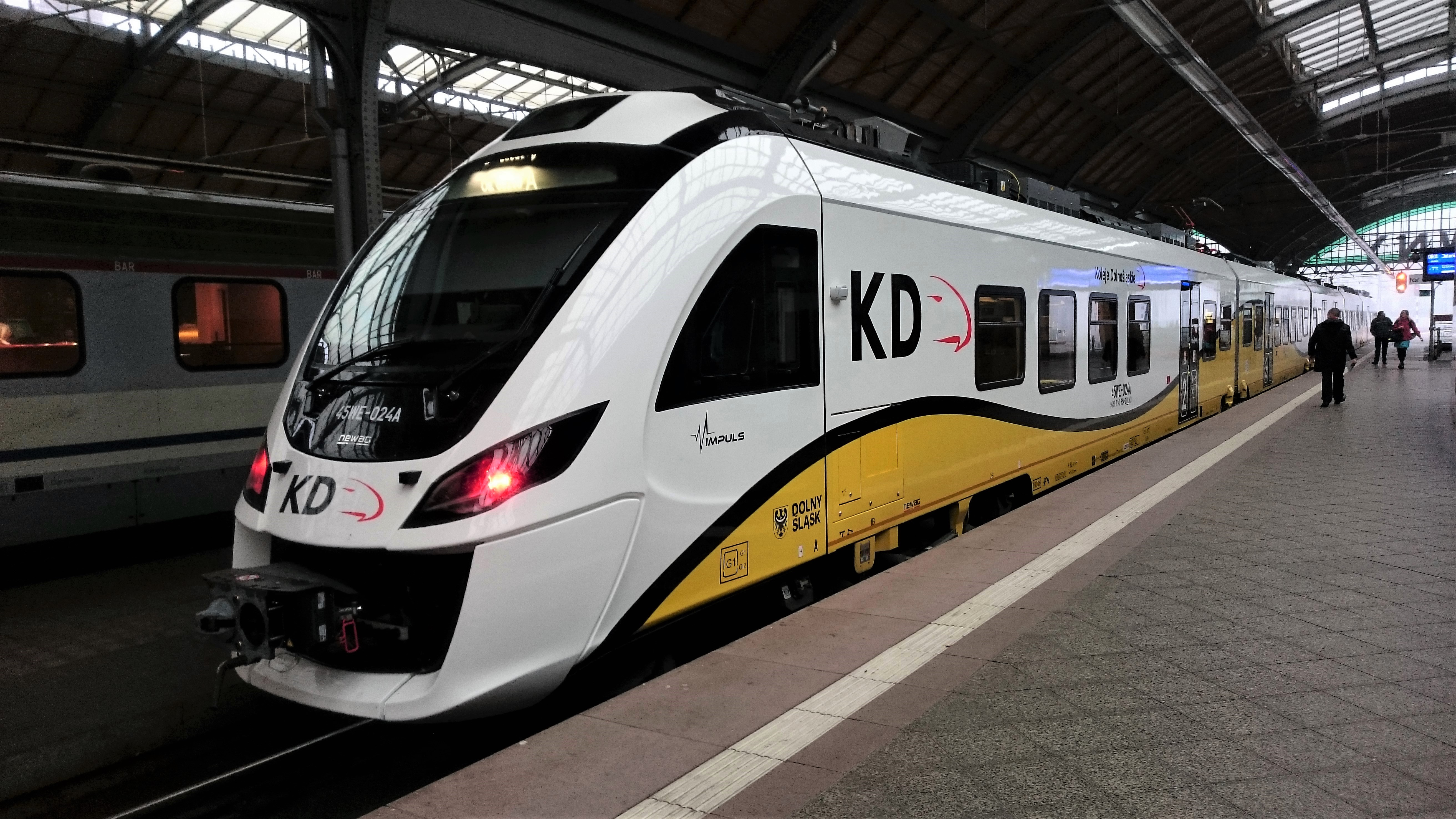
45WE-024 Impuls
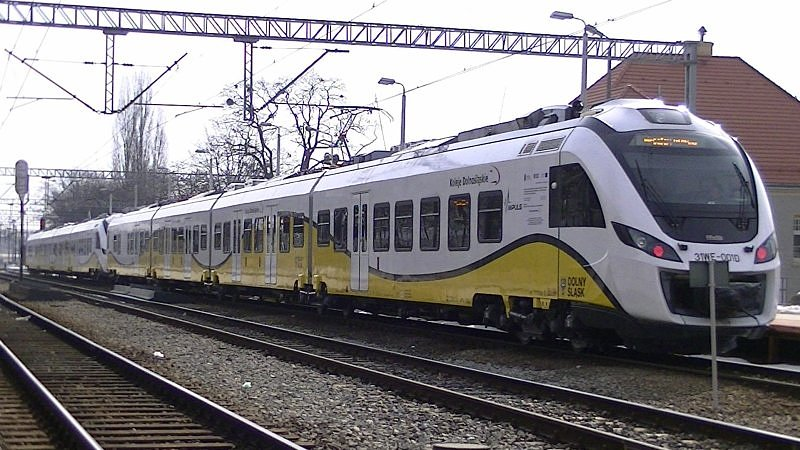
31WE-001 Impuls
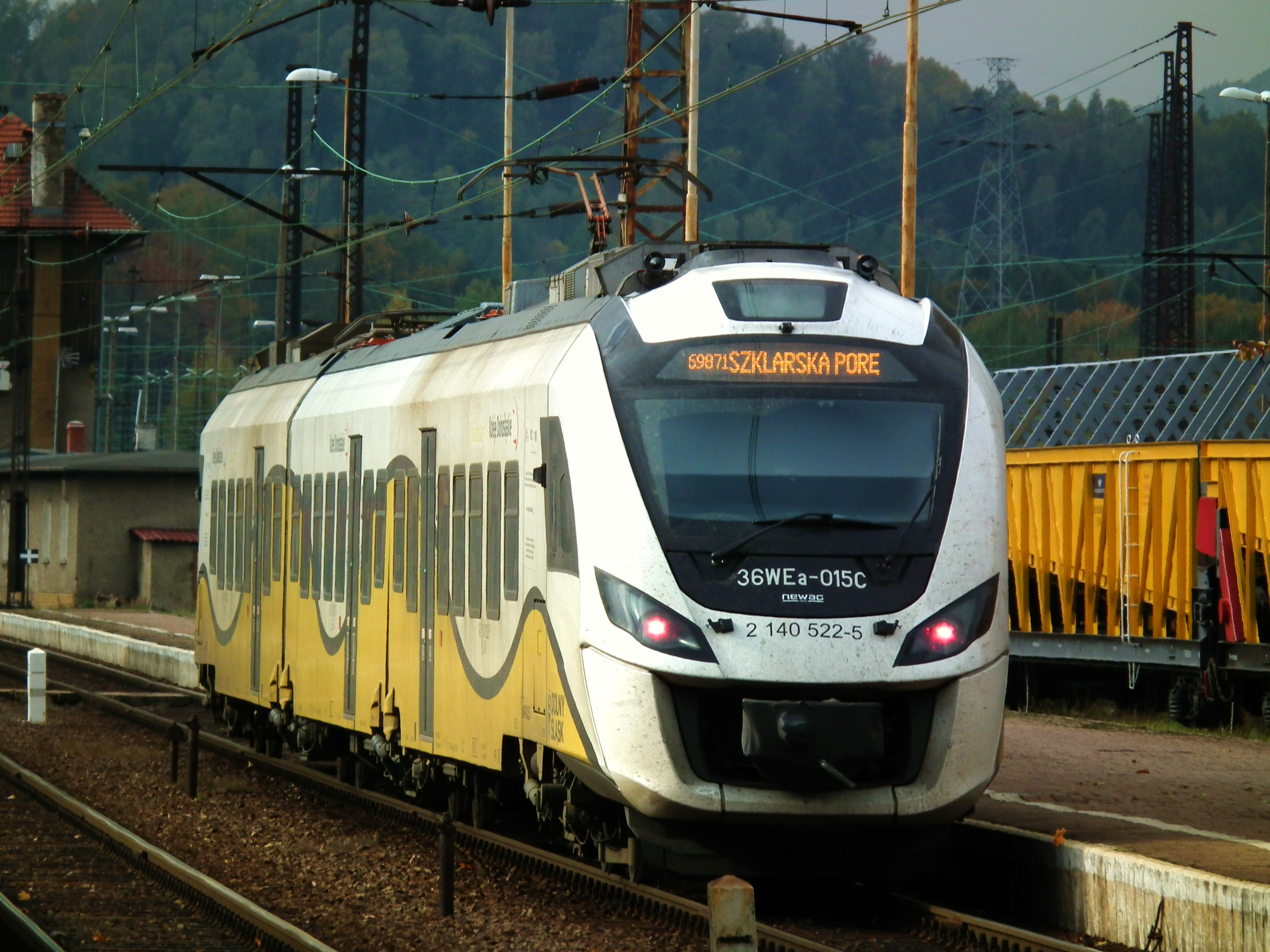
36WEa-015 Impuls
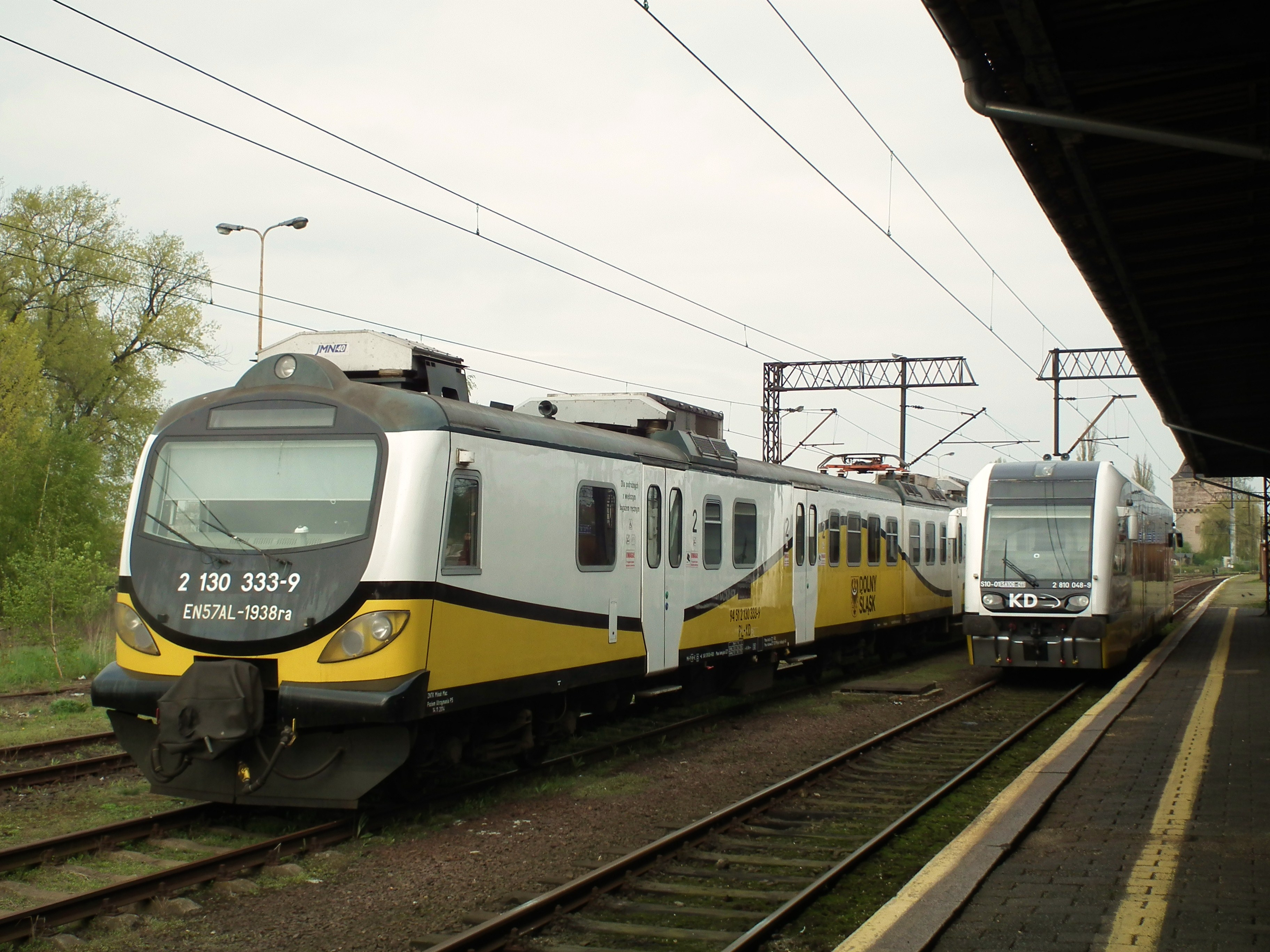
EN57AL-1938
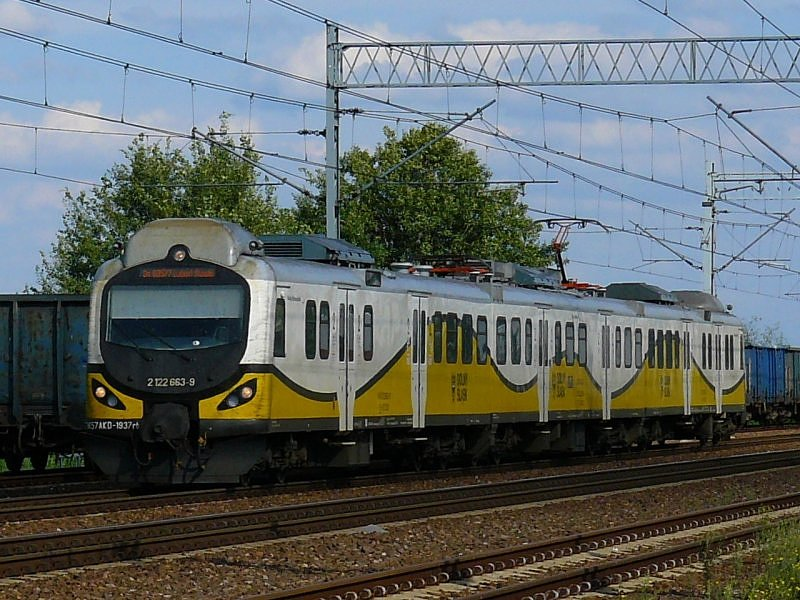
EN57AKD-1937
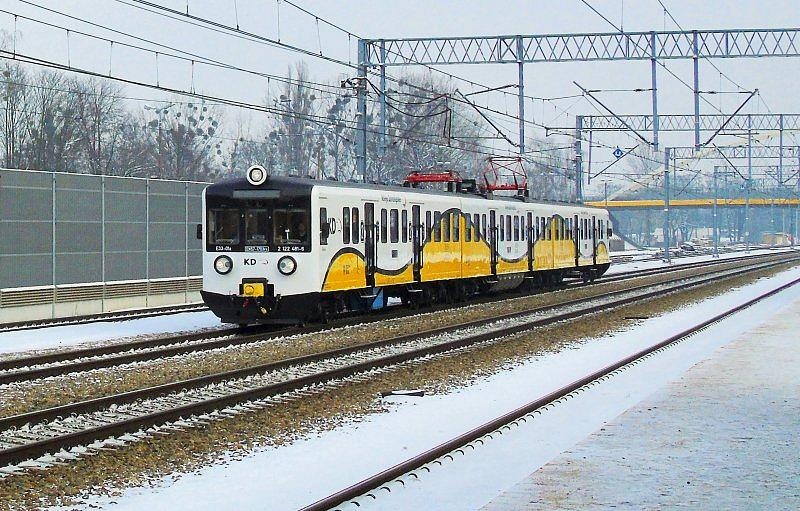
EN57-1703
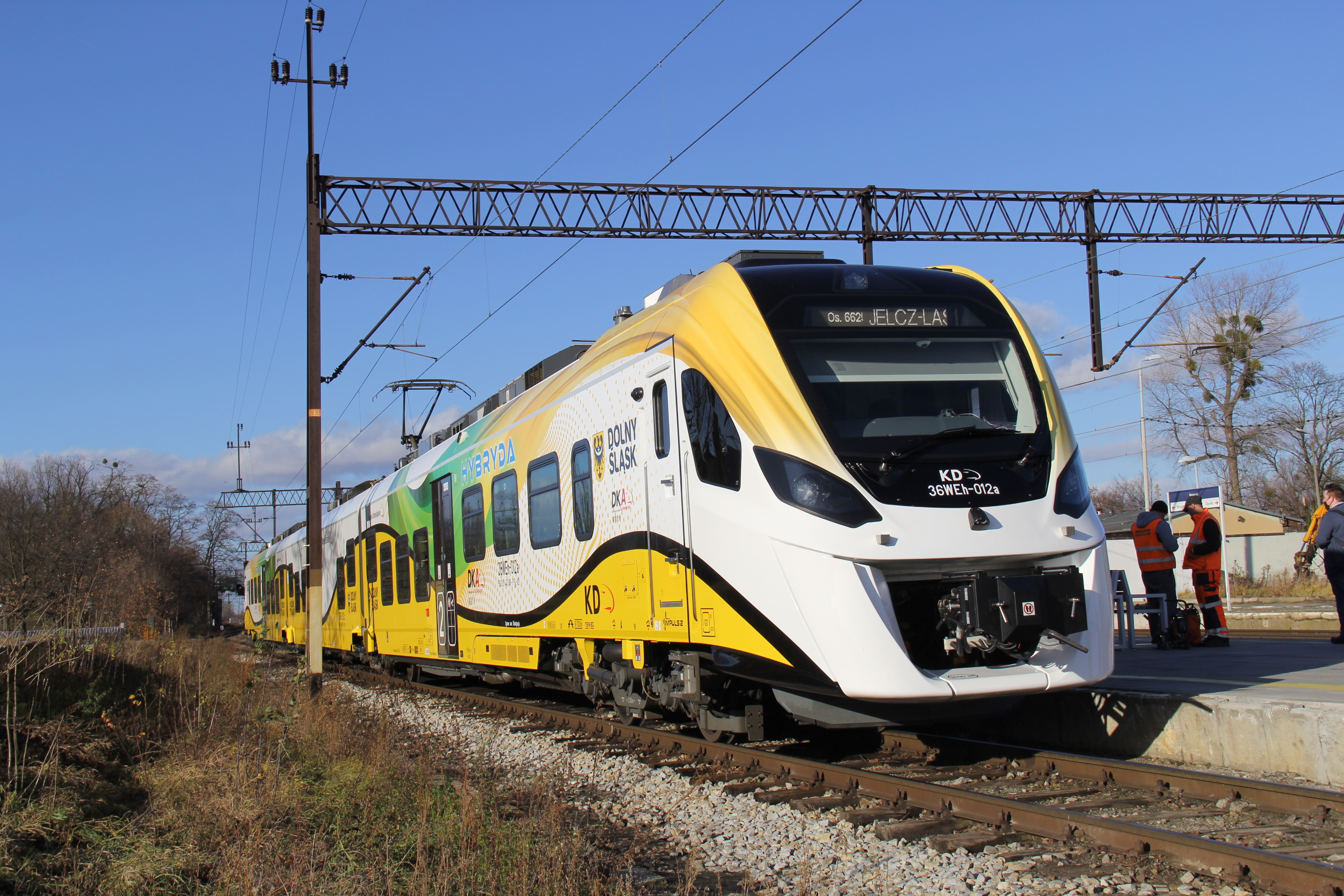
36WEh-012
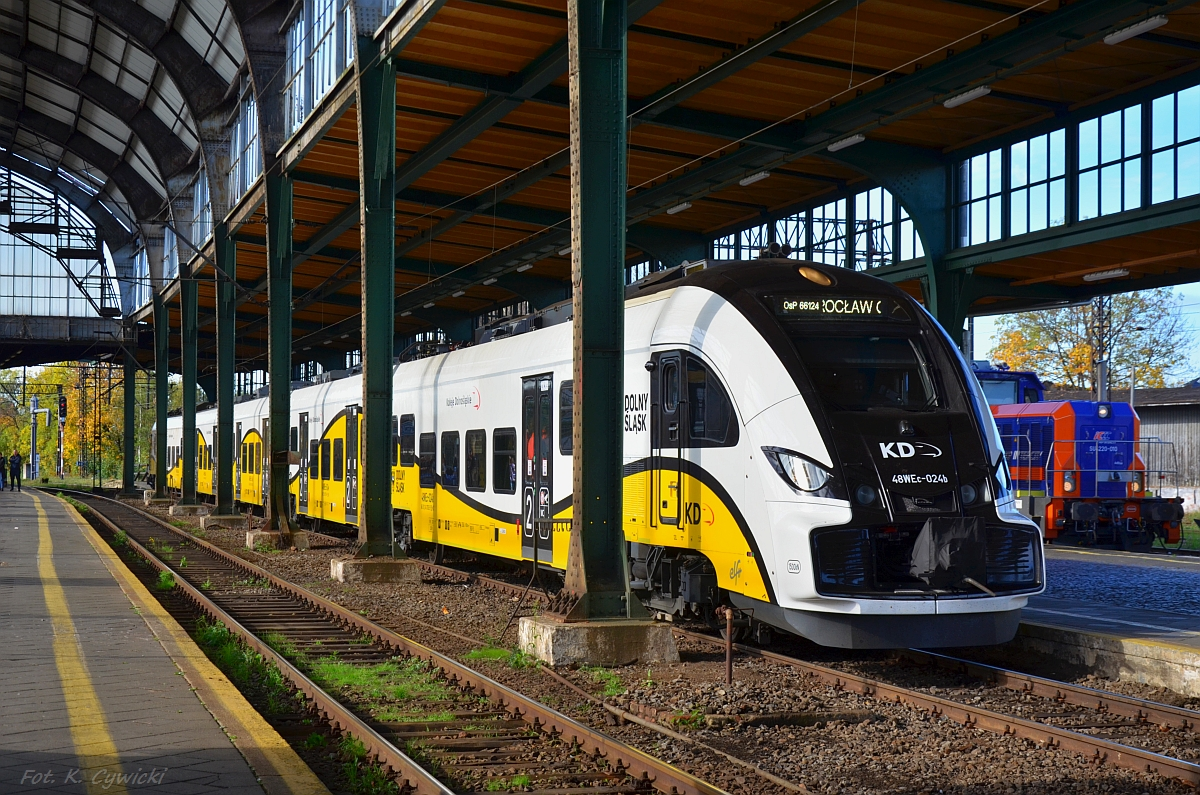
48WEc-024 Elf II

### Tabor użytkowany tymczasowo i wypożyczany innym przewoźnikom
W marcu 2010 r. spółka dzierżawiła krótkotrwale z wrocławskiego oddziału ówczesnej spółki Przewozy Regionalne zestaw złożony z lokomotywy SP32 nr 209 wraz z wagonem osobowym typu 120A i użytkowała go przy obsłudze relacji Legnica – Bolesławiec – Lwówek Śląski – Jelenia Góra, w zastępstwie za szynobusy wysłane do przeglądu.
Na początku października 2017 r., ze względu na wystąpienie w jednym czasie zaplanowanych przeglądów okresowych i wyłączeń powypadkowych własnych pojazdów, przewoźnik wypożyczył dla zabezpieczenia obsługi połączeń dwa obce spalinowe zespoły trakcyjne: 1 od Pesy (SA139-010) i 1 od Arrivy.
8 października 2019 roku przewoźnik wypożyczył od Pesy SA139 o numerze 008 na 123 dni, który wcześniej był używany przez Koleje Wielkopolskie.
4 lutego 2020 roku Koleje Dolnośląskie zawarły umowę z SKPL Cargo na dzierżawę dwóch składów Düwag Wadloper, którymi są: pojedynczy wagon spalinowy SN82 o numerze bocznym 002, oraz spalinowy zespół trakcyjny SN83 o numerze bocznym 003. Pojazdy skierowane zostały do obsługi linii podsudeckiej i żagańskiej, a także do relacji Kąty Wrocławskie – Wrocław. Dzierżawa obu pojazdów miała trwać do 2023 roku, jednakże ze względu na małą ilość przewozów pasażerów pojazdy 30 kwietnia wróciły do SKPL.
Pod koniec marca 2020 roku doszło do wymiany taborowej pomiędzy Kolejami Dolnośląskimi a PKP SKM Trójmiasto w której to SA132-002 trafił do SKM Trójmiasto na rok dzierżawy. W zamian za to Koleje Dolnośląskie otrzymały EN57AKM-1718. Po roku eksploatacji w kwietniu 2021 roku jednostka EN57AKM-1718 wróciła do właściciela, który zwrócił szynobus SA132-002.
17 października 2021 roku Koleje Dolnośląskie dokonały ponownej wymiany taborowej z SKM użyczając SA134-023 w zamian za EN57AKM-1718.

## Wyniki przewozowe
Liczbę pasażerów w kolejnych latach oraz wykonaną pracę przewozową (liczbę pasażerokilometrów) prezentują poniższe wykresy:

W 2018 Koleje Dolnośląskie przewiozły 11,73 mln pasażerów, w 2019 14,1 mln pasażerów, w 2021 10,98 mln, a w 2023 około 19 mln.
W 2023 KD odnotował też 100 milionów pasażerów przewiezionych od początku swojej działalności, a lipiec był pierwszym miesiącem, w którym pociągi spółki przejechały ponad 1 mln kilometrów. Pociągi KD przejechały w 2023 około 11,6 mln kilometrów, a założona na 2024 praca eksploatacyjna ma wzrosnąć o 2,2 mln kilometrów

## Prezesi
| Od               | Do               | Prezes               |         |
| ---------------- | ---------------- | -------------------- | ------- |
| 18 stycznia 2008 | 29 kwietnia 2008 | Jan Miller           | [ 197 ] |
| 29 kwietnia 2008 | 31 marca 2009    | Tomasz Strapagiel    | [ 197 ] |
| 30 maja 2009     | 30 czerwca 2012  | Genowefa Ładniak     | [ 197 ] |
| 1 lipca 2012     | 2 kwietnia 2013  | Zbigniew Szczypiński | [ 197 ] |
| 23 lipca 2013    | 26 czerwca 2014  | Genowefa Ładniak     | [ 197 ] |
| 26 czerwca 2014  | 4 stycznia 2019  | Piotr Rachwalski     | [ 198 ] |
| 4 stycznia 2019  |                  | Damian Stawikowski   | [ 1 ]   |

## Nagrody i wyróżnienia
- 2009 – wyróżnienie na targach Trako w Gdańsku[199] na trasie z Kłodzka do Wałbrzycha[200],
- 2010 – tytuł "Jakość Roku 2010" w kategorii "Usługa" przyznany przez Polskie Centrum Badań i Certyfikacji i Gazetę Prawną[199],
- 2017 – tytuł "Firma Kolejowa Odpowiedzialna Społecznie" przyznany podczas targów Trako w Gdańsku[201],
- 2017 – nagroda za "Pociąg Pełen Kultury" przyznana podczas targów Trako w Gdańsku[201].